# Transports en commun d'Aubagne
 (novembre 2021).
Les Lignes de l'agglo sont le réseau de La Métropole Mobilité qui dessert le pays d'Aubagne et de l'Étoile. Il portait le nom de Bus de l'agglo jusqu'à l'ouverture du tramway d'Aubagne en septembre 2014.
Le réseau dessert les 12 communes du pays d'Aubagne ainsi que Gémenos. Il est entièrement gratuit depuis le 15 mai 2009.

## Organisation
Le réseau des Lignes de l'agglo a été créé par la communauté d'agglomération du pays d'Aubagne et de l'Étoile. Sa fonction d'autorité organisatrice de transports a été transférée à la métropole d'Aix-Marseille-Provence le 1er janvier 2016.
Initialement exploité par les Autobus aubagnais, une filiale de Transdev, le réseau est géré entre le 28 août 2017 et 2023 dans le cadre d'un Contrat d'obligation de Service public par la société publique locale Façonéo et la Régie des transports métropolitains,.
Le 1er janvier 2023, la RTM récupère la gestion de l'ensemble du réseau via sa filiale Transports du Pays de l'Étoile.
Les Lignes de l'agglo desservent les 12 communes du pays d'Aubagne et de l'Étoile (11 communes des Bouches-du-Rhône et une du Var) :
- Aubagne
- Auriol
- Belcodène
- Cadolive
- Cuges-les-Pins
- La Bouilladisse
- La Destrousse
- La Penne-sur-Huveaune
- Peypin
- Roquevaire
- Saint-Savournin
- Saint-Zacharie

À ces communes, s'ajoutent Gémenos (lignes 1, 7 et 11) et ainsi que certains quartiers de Marseille (lignes 6, 10 et 14) qui font partie du territoire de Marseille-Provence.

## Gratuité
Le réseau des Lignes de l'agglo a la particularité d'être entièrement gratuit pour tous les voyageurs depuis le 15 mai 2009.
Durant les deux premiers jours gratuits, la fréquentation a augmenté de 30 %. En juillet 2009, la fréquentation du réseau avait augmenté de 64 % par rapport à l'année précédente. Sur les lignes régulières, la fréquentation a augmenté de 71 %. L'augmentation de la fréquentation a impliqué un renforcement de l'offre de transport dès la fin de l'été 2009.
En septembre 2010, un peu plus d'un an après l'instauration de la gratuité, une enquête révèle que la gratuité a essentiellement favorisé la mobilité tout en faisant diminuer l'usage de l'automobile. Par ailleurs, la plupart des trajets déclenchés par la gratuité relient le domicile des usagers à leur lieu de travail ou à leur établissement d'enseignement,.

## Fréquentation
La gratuité puis l'ouverture de la ligne de tramway ont permis d'augmenter la fréquentation du réseau. Le nombre de voyageurs continue à progresser, passant ainsi d'environ 4 700 000 voyageurs en 2013(avant l'ouverture du tramway) à 5 548 600 voyageurs en 2015, soit une augmentation de 18 % en deux ans.
En 2015, la fréquentation moyenne était de 52 voyages par an et par habitant (110 346 habitants en 2016 dans les communes couvertes par le réseau).[réf. souhaitée]
En 2019, une étude indépendante réalisée par Agir Transport montre que 96% des usagers (1 126 répondants) se disent satisfait du réseau, selon plusieurs critères : propreté, accueil du personnel, confort, sécurité, diffusion de l'information. L'étude révèle cependant que les réponses sont plus critiques pour les habitants hors Aubagne, là où l'offre est moins présente.
En 2021, une nouvelle étude réalisée auprès des 1 134 voyageurs par Agir Transport, confirme un taux de satisfaction global de 96%. Le questionnaire était identique à celui de 2019 et semblable à ceux utilisé pour d’autres réseaux adhérents d’AGIR Transport. L’enquête intervient  dans le double contexte de crise sanitaire de la Covid-19 et d’importants investissements engagés en 2020 par Métropole Aix-Marseille-Provence et en 2021 par la SPL FAÇONÉO pour une transition énergétique du réseau, avec l'utilisation de véhicules GNV (Gaz Naturel pour Véhicules) et GNV hybride.

## Lignes du réseau
Le réseau totalement C.L.E. (Clair, Lisible et Efficace) est principalement articulé autour de la gare d'Aubagne qui sert de pôle d'échanges entre les différentes lignes de bus, le tramway, le réseau LeCar le TER et la ligne 4001 de LER. La gare d'Aubagne sert ainsi de terminus aux lignes 1, 2, 4, 5, 7, 8, 9, 10, 11, 12, 13, 14, et 16. La ligne 6 ne dessert plus le centre-ville d'Aubagne mais son terminus est en correspondance avec le tramway (station Piscine). La ligne 17 ne dessert pas Aubagne mais permet de rabattre les habitants de Peypin vers la ligne 5 à La Bouilladisse.
Les lignes 1, 2, 3, 13 et 16 desservent la ville d'Aubagne tandis que les lignes 4, 5, 6, 7, 8, 9, 10, 11, 12 et 14 desservent des villes du Pays d'Aubagne. Les villes de Belcodène, Saint-Savournin et Cadolive ne sont pas desservies par des lignes régulières mais uniquement par des Bus à la demande en rabattement sur la ligne 5 à La Destrousse.
Cette organisation du réseau permet de relier toutes les villes périphériques à la ville centre et au réseau TER.
Les lignes scolaires effectuent leur terminus au niveau des établissements scolaires qu'elles desservent.
La plupart des lignes fonctionnent le samedi aux mêmes horaires qu'en semaine. Les lignes 3, 8 et 11 fonctionnent également le dimanche, avec une fréquence réduite.
Le 28 août 2017 : la SPL Façonéo devient l'opérateur du réseau.
Le 27 août 2018 : la ligne 1 bénéficie d'un renfort de fréquence en heure de pointe, passant de 15 à 10 min. La ligne 8S est créée entre Auriol et Aubagne par autoroute. Les lignes 5, 8s et 9 passent désormais par l'arrêt Pont de Lamagnon pour assurer une correspondance vers la Zone des Paluds.
Le 26 août 2019 : la ligne 1 bénéficie d'une amplitude plus large, avec des départs jusqu'à 20h30. Entre 12h et 14h, elle est prolongée à la Plaine de Jouques pour la pause méridienne des employés. La ligne 3 est limitée au trajet Les Passons <> Gare d'Aubagne. La ligne 7 récupère la desserte des quartiers du Pin Vert et Centre des Impôts. Sa fréquence a été augmentée à 20 min en heure de pointe, et 30 min en journée. La ligne 8S a été renommée 12, et bénéficie de plus de départs et fonctionne durant les petites vacances scolaires. La ligne R change son circuit de sens pour permettre à un bus de plus grand gabarit de circuler. Un nouveau site aux couleurs de La Métropole Mobilité a été créé, et toute la nouvelle charte graphique appliqué à la documentation papier. Une appli disponible sur iOS et Android a été lancée dans le même temps.
Le 27 janvier 2020 : afin de desservir le nouveau centre des affaires Alta Rocca, l'arrêt Camp de Sarlier est créé, entre Pont de Lamagnon et Centre Commercial. Il sera desservi par les lignes 1 5, 7, 9 et 12. À partir du 23 Mars 2020, en raison du Covid-19, le réseau adapte son offre. Les lignes et doublages scolaires sont supprimés, ainsi que les lignes 12, 17 et Tbus. Les horaires des lignes 1, 3, 5, 6, 7, 8, 9 et 13 sont modifiés, circulant désormais avec un seul véhicule par ligne, hormis la 8, qui en conserve deux. Les lignes T, 2, 4, 10, 11, 14, 15, 16 voient leurs horaires conservés. Le service de TAD est modifié également, les zones 1 et 2 étant regroupée en une seule zone, de même pour les zones 3 et 4. Le réseau, à l'image de la métropole entière, propose un service de Transport à la demande (TAD) à destination du personnel hospitalier, du lundi au dimanche de 06h00 à 20h00. À compter du 11 mai 2020, les lignes régulières fonctionnent de nouveau à 100 %, seules les lignes et doublages scolaires restent suspendus. Le 18 mai 2020, l'ensemble du réseau retrouve son fonctionnement originel.
Le 24 août 2020, la ligne 3 récupère son terminus du Pin Vert, ainsi que la desserte du centre des impôts. La ligne 7 reprend quant à elle son itinéraire direct via Les Défensions. Des renforts sur la ligne 8 ont été mis en place sur le tronçon Aubagne - Roquevaire, de sorte à avoir une fréquence de 12 à 15 min en heure de pointe. Le renfort de la ligne 10 est supprimé. Les lignes 14s et 15s bénéficient de midibus, pour améliorer la capacité. Le terminus de la ligne O a été rabattu au Pont de Garnière. La ligne bénéficie également d'un retour supplémentaire le soir, à 18h05, ainsi qu'un aller-retour le samedi au départ des Esparêts. La ligne Y est supprimée.
Le 16 novembre 2020, les nouveaux Man Lion's City Efficient GNV sont mis en service sur les lignes 1 et 7. Embarquant une technologie GNV - Hybride, ils répondent à la charte de La Métropole Mobilité quant à la transition énergétique des réseaux urbains de moyenne densité.
En mars 2020, la ligne 8 commence également à être exploitée à l'aide de Man Lion's City Efficient GNV. De plus, des nouveaux Iveco Crossway GNV sont mis en service sur les lignes 5, 9, 11 et 12.
Le 7 juin 2021, le test d'une navette de centre-ville, l'Aubaline est lancé pour une durée de 4 mois. La navette est prolongée en janvier 2022.
Le 23 août 2021, une nouvelle charte graphique a été appliquée sur la documentation, les lignes 1, 5, 7, 8, 9, 11 et 12 circulent désormais avec des véhicules roulant au gaz naturel. les lignes 2 et 4 passent à 1h de fréquence en heure creuse, la ligne 10s est supprimée. La ligne 21s est créée entre Souque Nègre et les Artauds.
Le 26 février 2022, la station "Le Charrel", terminus de la ligne de tramway (T) change de nom et devient "Colette Molina - Le Charrel" en hommage à une habitante du quartier.
Le 7 juillet 2022, la ligne 15 est supprimée, la ligne 10 récupère son trajet puis continue vers la Treille, la ligne 10s est recréée et utilise l'itinéraire complet de la ligne 15, la ligne 14 assure maintenant le service de la gare à Éoures Parking en passant par la louve.
Le 1er septembre 2022, la ligne 21s est supprimée. La ligne 22s est créée entre Les Hautes de Belcodène et Échangeur de Belcodène. La ligne 23s est créée entre Les Gisclans et Pont de Joux.

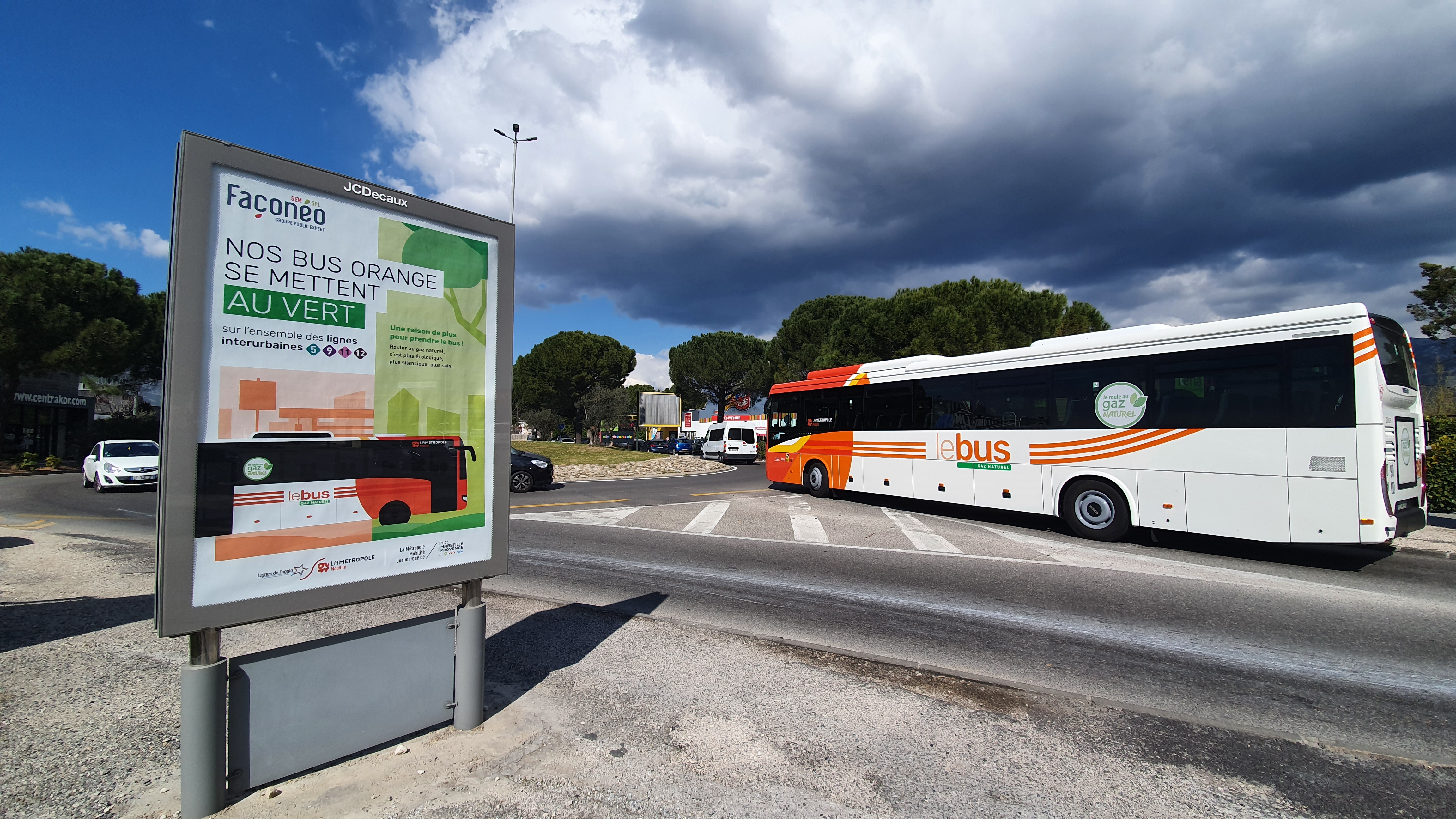
Autocars GNV des Lignes de l'agglo desservant les communes de Cuges-Les-Pins, Gémenos et Aubagne.
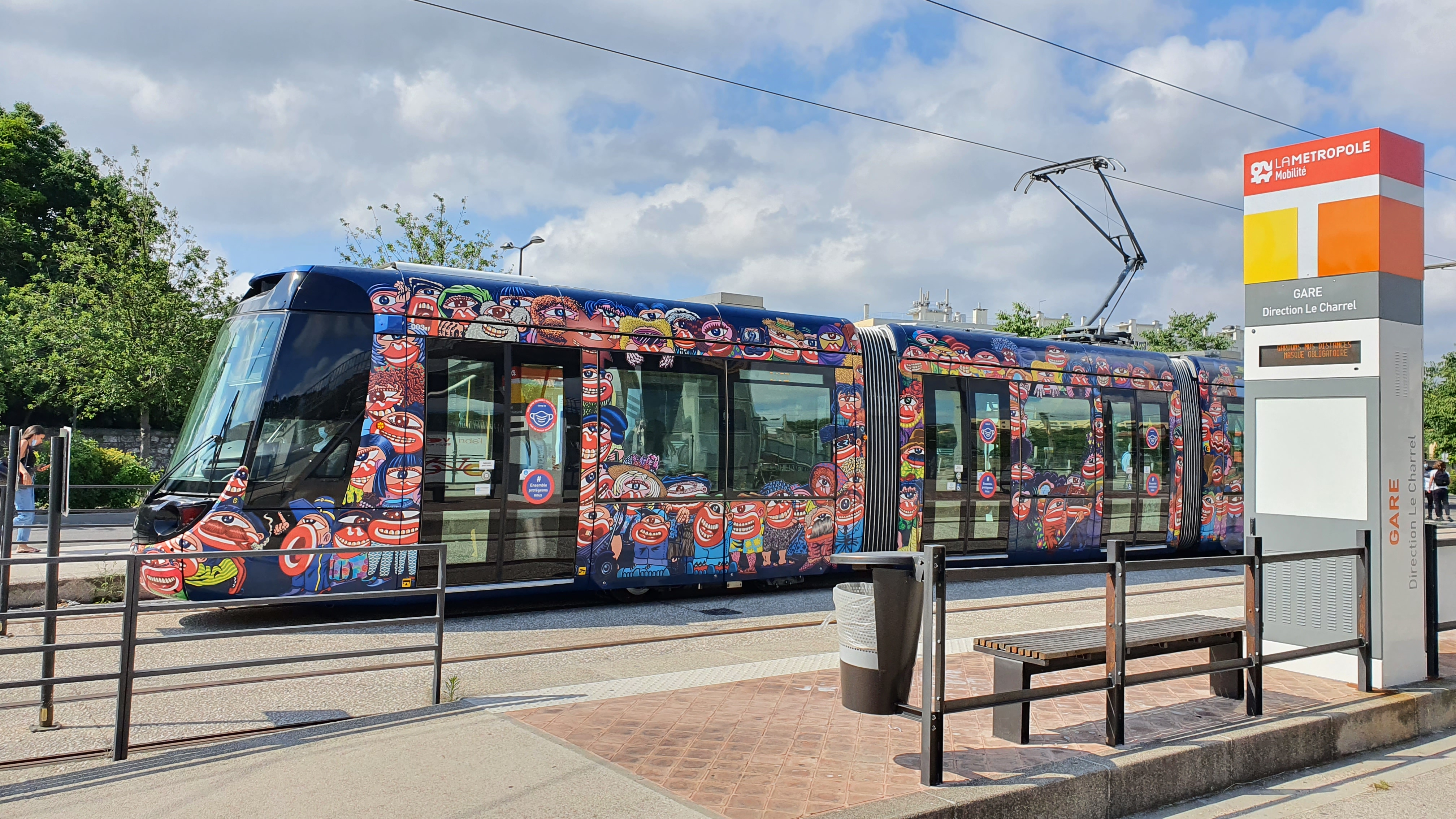
Tramway d'Aubagne au pôle d'échanges.
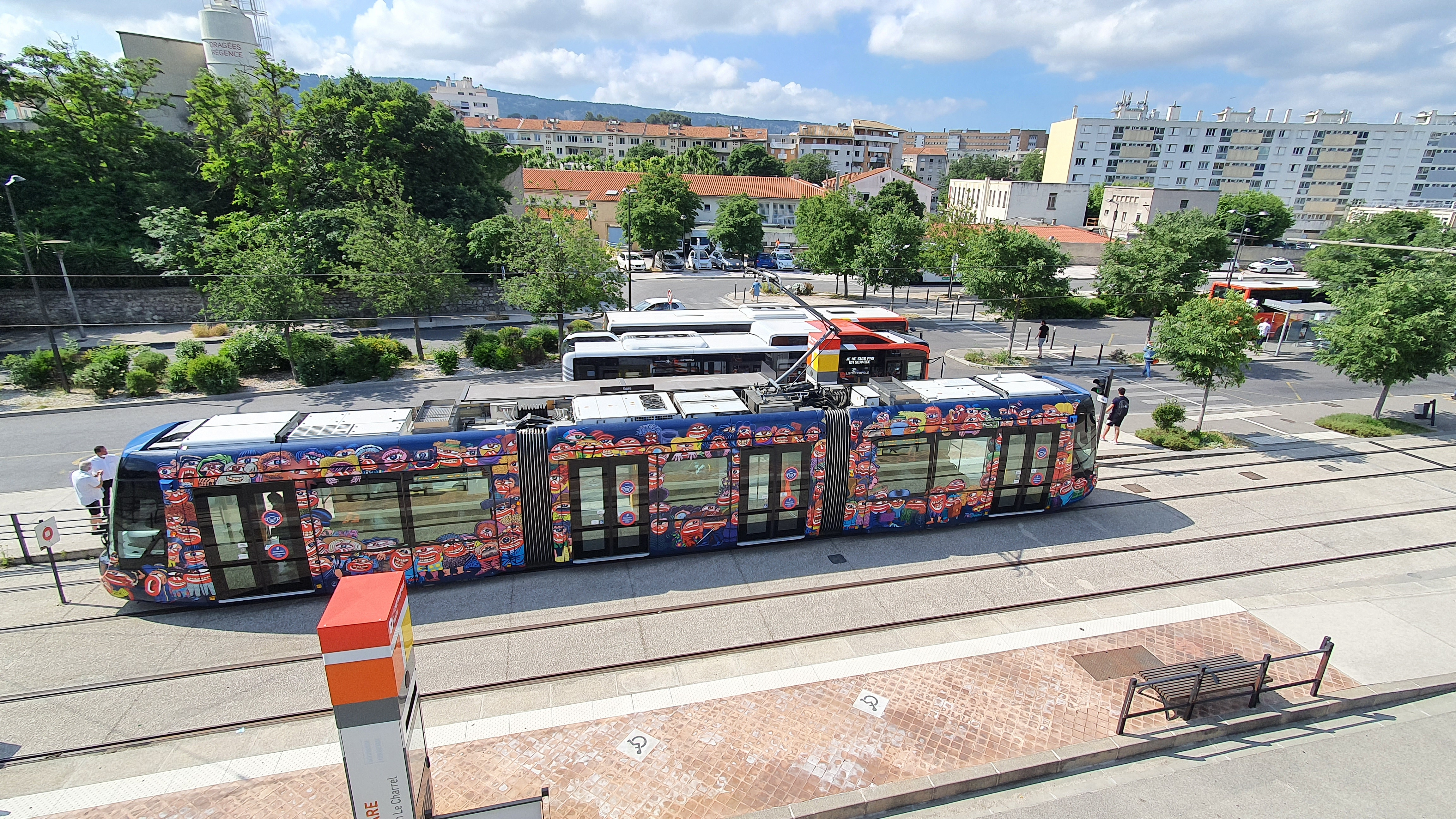
Le pôle d'échanges multimodal de la gare d'Aubagne.

### Tramway
| Ligne | Caractéristiques | Caractéristiques                                       | Caractéristiques                                       | Caractéristiques                                       | Caractéristiques                                       | Caractéristiques                                       | Caractéristiques                                       | Caractéristiques                                       | Caractéristiques                                       |
| T     | Aubagne — Gare ⥋ Aubagne — Colette Molina - Le Charrel | Aubagne — Gare ⥋ Aubagne — Colette Molina - Le Charrel | Aubagne — Gare ⥋ Aubagne — Colette Molina - Le Charrel | Aubagne — Gare ⥋ Aubagne — Colette Molina - Le Charrel | Aubagne — Gare ⥋ Aubagne — Colette Molina - Le Charrel | Aubagne — Gare ⥋ Aubagne — Colette Molina - Le Charrel | Aubagne — Gare ⥋ Aubagne — Colette Molina - Le Charrel | Aubagne — Gare ⥋ Aubagne — Colette Molina - Le Charrel | Aubagne — Gare ⥋ Aubagne — Colette Molina - Le Charrel |
| ----- | --- | ------------------------------------------------------ | ------------------------------------------------------ | ------------------------------------------------------ | ------------------------------------------------------ | ------------------------------------------------------ | ------------------------------------------------------ | ------------------------------------------------------ | ------------------------------------------------------ |
| T     | Ouverture / Fermeture 1er septembre 2014 / — | Longueur 2,8 km                                        | Durée 10 min                                           | Nb. d’arrêts 7                                         | Matériel Citadis Compact                               | Jours de fonctionnement L, Ma, Me, J, V, S             | Jour / Soir / Nuit / Fêtes O / O / N / N               | Voy. / an —                                            | Exploitant Transport du Pays de l'Étoile (RTM)         |
| T     | Desserte : - Villes et lieux desservis : Aubagne (Gare, Martin Luther King, Ravel Decroix, La Tourtelle, Piscine, Château Blanc, Colette Molina - Le Charrel). - Gares desservies : Gare d'Aubagne (Arrêt : Gare d'Aubagne).                                                                        |                                                        |                                                        |                                                        |                                                        |                                                        |                                                        |                                                        |                                                        |
| T     | Autre : - Arrêts non accessibles aux UFR : — - Amplitudes horaires : La ligne fonctionne du lundi au samedi de 5h35 à 21h05. - Ligne essentielle : un tramway toutes les 10 min. - Particularités : - Date de dernière mise à jour : 26 février 2022.                                               |                                                        |                                                        |                                                        |                                                        |                                                        |                                                        |                                                        |                                                        |
| T     | Dernière actualisation : — |                                                        |                                                        |                                                        |                                                        |                                                        |                                                        |                                                        |                                                        |
| Tbus  | Aubagne — Gare ⥋ Aubagne — La Garenne | Aubagne — Gare ⥋ Aubagne — La Garenne                  | Aubagne — Gare ⥋ Aubagne — La Garenne                  | Aubagne — Gare ⥋ Aubagne — La Garenne                  | Aubagne — Gare ⥋ Aubagne — La Garenne                  | Aubagne — Gare ⥋ Aubagne — La Garenne                  | Aubagne — Gare ⥋ Aubagne — La Garenne                  | Aubagne — Gare ⥋ Aubagne — La Garenne                  | Aubagne — Gare ⥋ Aubagne — La Garenne                  |
| Tbus  | Ouverture / Fermeture 1er septembre 2014 / — | Longueur 5 km                                          | Durée 16 min                                           | Nb. d’arrêts 17                                        | Matériel Midibus                                       | Jours de fonctionnement D                              | Jour / Soir / Nuit / Fêtes N / N / N / O               | Voy. / an —                                            | Exploitant Façonéo Mobilité                            |
| Tbus  | Desserte : - Villes et lieux desservis : Aubagne (Gare, centre-ville, La Garenne). - Gares desservies : |                                                        |                                                        |                                                        |                                                        |                                                        |                                                        |                                                        |                                                        |
| Tbus  | Autre : - Arrêts non accessibles aux UFR : — - Amplitudes horaires : La ligne fonctionne le dimanche de 9h00 à 12h00 et de 14h00 à 18h00. - Ligne locale : un bus toutes les 35 min. - Particularités : Cette ligne remplace le Tramway le dimanche. - Date de dernière mise à jour : 19 août 2018. |                                                        |                                                        |                                                        |                                                        |                                                        |                                                        |                                                        |                                                        |
| Tbus  | Dernière actualisation : — |                                                        |                                                        |                                                        |                                                        |                                                        |                                                        |                                                        |                                                        |

### Lignes 1 à 9
| Ligne | Caractéristiques | Caractéristiques                                                            | Caractéristiques                                                            | Caractéristiques                                                            | Caractéristiques                                                            | Caractéristiques                                                            | Caractéristiques                                                            | Caractéristiques                                                            | Caractéristiques                                                            |
| 1     | Aubagne — Gare ⥋ Aubagne — ZI Les Paluds ou Gémenos — Plaine de jouques | Aubagne — Gare ⥋ Aubagne — ZI Les Paluds ou Gémenos — Plaine de jouques     | Aubagne — Gare ⥋ Aubagne — ZI Les Paluds ou Gémenos — Plaine de jouques     | Aubagne — Gare ⥋ Aubagne — ZI Les Paluds ou Gémenos — Plaine de jouques     | Aubagne — Gare ⥋ Aubagne — ZI Les Paluds ou Gémenos — Plaine de jouques     | Aubagne — Gare ⥋ Aubagne — ZI Les Paluds ou Gémenos — Plaine de jouques     | Aubagne — Gare ⥋ Aubagne — ZI Les Paluds ou Gémenos — Plaine de jouques     | Aubagne — Gare ⥋ Aubagne — ZI Les Paluds ou Gémenos — Plaine de jouques     | Aubagne — Gare ⥋ Aubagne — ZI Les Paluds ou Gémenos — Plaine de jouques     |
| ----- | --- | --------------------------------------------------------------------------- | --------------------------------------------------------------------------- | --------------------------------------------------------------------------- | --------------------------------------------------------------------------- | --------------------------------------------------------------------------- | --------------------------------------------------------------------------- | --------------------------------------------------------------------------- | --------------------------------------------------------------------------- |
| 1     | Ouverture / Fermeture 1er septembre 2014 / — | Longueur 5 ou 7 km                                                          | Durée 16 à 23 min                                                           | Nb. d’arrêts 18                                                             | Matériel Standards                                                          | Jours de fonctionnement L, Ma, Me, J, V, S                                  | Jour / Soir / Nuit / Fêtes O / N / N / N                                    | Voy. / an —                                                                 | Exploitant Transports du Pays de l’Etoile                                   |
| 1     | Desserte : - Villes et lieux desservis : Aubagne (Gare, centre-ville, Camp de Sarlier, Centre Commercial, Zone de La Martelle, ZI des Paluds) Gémenos (Parc d'Activité de la Plaine de Jouques). - Gares desservies : Gare d'Aubagne (Arrêt : Gare d'Aubagne). |                                                                             |                                                                             |                                                                             |                                                                             |                                                                             |                                                                             |                                                                             |                                                                             |
| 1     | Autre : - Arrêts non accessibles aux UFR : — - Amplitudes horaires : La ligne fonctionne du lundi au vendredi de 05h36 à 20h30, et de 06h09 à 20h30 le samedi. - Ligne essentielle : Un bus toutes les 15 minutes (toutes les 10 minutes en heures de pointe). - Particularités : Aux heures de pointes ainsi qu'entre 12h et 14h, la ligne est prolongée au terminus Plaine de Jouques. - Date de dernière mise à jour : 11 octobre 2022.             |                                                                             |                                                                             |                                                                             |                                                                             |                                                                             |                                                                             |                                                                             |                                                                             |
| 1     | Dernière actualisation : — |                                                                             |                                                                             |                                                                             |                                                                             |                                                                             |                                                                             |                                                                             |                                                                             |
| 2     | Aubagne — Gare ⥋ Aubagne — Les Passons | Aubagne — Gare ⥋ Aubagne — Les Passons                                      | Aubagne — Gare ⥋ Aubagne — Les Passons                                      | Aubagne — Gare ⥋ Aubagne — Les Passons                                      | Aubagne — Gare ⥋ Aubagne — Les Passons                                      | Aubagne — Gare ⥋ Aubagne — Les Passons                                      | Aubagne — Gare ⥋ Aubagne — Les Passons                                      | Aubagne — Gare ⥋ Aubagne — Les Passons                                      | Aubagne — Gare ⥋ Aubagne — Les Passons                                      |
| 2     | Ouverture / Fermeture 1er septembre 2014 / — | Longueur 2 km                                                               | Durée 10 min                                                                | Nb. d’arrêts 11                                                             | Matériel Minibus                                                            | Jours de fonctionnement L, Ma, Me, J, V, S                                  | Jour / Soir / Nuit / Fêtes O / N / N / N                                    | Voy. / an —                                                                 | Exploitant Transports du Pays de l’Etoile                                   |
| 2     | Desserte : - Villes et lieux desservis : Aubagne (Gare, centre-ville, Aubagne Village, Cimetière, Les Passons). - Gares desservies : Gare d'Aubagne (Arrêt : Gare d'Aubagne). |                                                                             |                                                                             |                                                                             |                                                                             |                                                                             |                                                                             |                                                                             |                                                                             |
| 2     | Autre : - Arrêts non accessibles aux UFR : — - Amplitudes horaires : La ligne fonctionne du lundi au samedi de 06h20 à 19h20. - Ligne locale : Un bus toutes les 30 à 60 minutes. - Particularités : - Date de dernière mise à jour : 11 octobre 2022. |                                                                             |                                                                             |                                                                             |                                                                             |                                                                             |                                                                             |                                                                             |                                                                             |
| 2     | Dernière actualisation : — |                                                                             |                                                                             |                                                                             |                                                                             |                                                                             |                                                                             |                                                                             |                                                                             |
| 3     | Aubagne — Pin Vert ⥋ Aubagne — Parking Passons ou Les Passons | Aubagne — Pin Vert ⥋ Aubagne — Parking Passons ou Les Passons               | Aubagne — Pin Vert ⥋ Aubagne — Parking Passons ou Les Passons               | Aubagne — Pin Vert ⥋ Aubagne — Parking Passons ou Les Passons               | Aubagne — Pin Vert ⥋ Aubagne — Parking Passons ou Les Passons               | Aubagne — Pin Vert ⥋ Aubagne — Parking Passons ou Les Passons               | Aubagne — Pin Vert ⥋ Aubagne — Parking Passons ou Les Passons               | Aubagne — Pin Vert ⥋ Aubagne — Parking Passons ou Les Passons               | Aubagne — Pin Vert ⥋ Aubagne — Parking Passons ou Les Passons               |
| 3     | Ouverture / Fermeture 1er septembre 2014 / — | Longueur 7 ou 7,5 km                                                        | Durée 31 ou 34 min                                                          | Nb. d’arrêts 26                                                             | Matériel Midibus                                                            | Jours de fonctionnement L, Ma, Me, J, V, S, D                               | Jour / Soir / Nuit / Fêtes O / N / N / O                                    | Voy. / an —                                                                 | Exploitant Transports du Pays de l’Etoile                                   |
| 3     | Desserte : - Villes et lieux desservis : Aubagne (Pin Vert, Centre des Impôts, Les Défensions, centre-ville, Hôpital, Collège Lakanal, Aubagne Village, Cimetière, Les Passons). - Gares desservies : Gare d'Aubagne (Arrêt : Colonel de Roux ou Cours Voltaire). |                                                                             |                                                                             |                                                                             |                                                                             |                                                                             |                                                                             |                                                                             |                                                                             |
| 3     | Autre : - Arrêts non accessibles aux UFR : — - Amplitudes horaires : La ligne fonctionne du lundi au samedi de 06h27 à 19h15 et de 09h00 à 17h45 le dimanche. - Ligne principale : Un bus toutes les 20 à 25 minutes. - Particularités : Ligne prolongée aux Passons le matin, midi et soir, à raison de deux allers. Un renfort scolaire existe, nommé 3S, entre le Pin Vert et le Collège Lakanal. - Date de dernière mise à jour : 11 octobre 2022. |                                                                             |                                                                             |                                                                             |                                                                             |                                                                             |                                                                             |                                                                             |                                                                             |
| 3     | Dernière actualisation : — |                                                                             |                                                                             |                                                                             |                                                                             |                                                                             |                                                                             |                                                                             |                                                                             |
| 4     | Aubagne — Gare ⥋ La Penne-sur-Huveaune — Gare | Aubagne — Gare ⥋ La Penne-sur-Huveaune — Gare                               | Aubagne — Gare ⥋ La Penne-sur-Huveaune — Gare                               | Aubagne — Gare ⥋ La Penne-sur-Huveaune — Gare                               | Aubagne — Gare ⥋ La Penne-sur-Huveaune — Gare                               | Aubagne — Gare ⥋ La Penne-sur-Huveaune — Gare                               | Aubagne — Gare ⥋ La Penne-sur-Huveaune — Gare                               | Aubagne — Gare ⥋ La Penne-sur-Huveaune — Gare                               | Aubagne — Gare ⥋ La Penne-sur-Huveaune — Gare                               |
| 4     | Ouverture / Fermeture 1er septembre 2014 / — | Longueur 7 km                                                               | Durée 15 min                                                                | Nb. d’arrêts 17                                                             | Matériel Minibus                                                            | Jours de fonctionnement L, Ma, Me, J, V, S                                  | Jour / Soir / Nuit / Fêtes O / N / N / N                                    | Voy. / an —                                                                 | Exploitant Transports du Pays de l’Etoile                                   |
| 4     | Desserte : - Villes et lieux desservis : Aubagne (Gare, Route de la Légion, Pôle Alpha Nord), La Penne-sur-Huveaune (Gare, centre-ville) - Gares desservies : Gare d'Aubagne (Arrêt : Gare d'Aubagne), Gare de La Penne-sur-Huveaune (Arrêt : La Penne sur Huveaune Gare). |                                                                             |                                                                             |                                                                             |                                                                             |                                                                             |                                                                             |                                                                             |                                                                             |
| 4     | Autre : - Arrêts non accessibles aux UFR : — - Amplitudes horaires : La ligne fonctionne du lundi au samedi de 07h05 à 18h40. - Ligne locale : Un bus toutes les 60 minutes. - Particularités : - Date de dernière mise à jour : 11 octobre 2022. |                                                                             |                                                                             |                                                                             |                                                                             |                                                                             |                                                                             |                                                                             |                                                                             |
| 4     | Dernière actualisation : — |                                                                             |                                                                             |                                                                             |                                                                             |                                                                             |                                                                             |                                                                             |                                                                             |
| 5     | Aubagne — Gare ⥋ La Bouilladisse — Les Gisclans | Aubagne — Gare ⥋ La Bouilladisse — Les Gisclans                             | Aubagne — Gare ⥋ La Bouilladisse — Les Gisclans                             | Aubagne — Gare ⥋ La Bouilladisse — Les Gisclans                             | Aubagne — Gare ⥋ La Bouilladisse — Les Gisclans                             | Aubagne — Gare ⥋ La Bouilladisse — Les Gisclans                             | Aubagne — Gare ⥋ La Bouilladisse — Les Gisclans                             | Aubagne — Gare ⥋ La Bouilladisse — Les Gisclans                             | Aubagne — Gare ⥋ La Bouilladisse — Les Gisclans                             |
| 5     | Ouverture / Fermeture 1er septembre 2014 / — | Longueur 14 km                                                              | Durée 20 min                                                                | Nb. d’arrêts 11                                                             | Matériel Autocars                                                           | Jours de fonctionnement L, Ma, Me, J, V, S                                  | Jour / Soir / Nuit / Fêtes O / N / N / N                                    | Voy. / an —                                                                 | Exploitant Suma                                                             |
| 5     | Desserte : - Villes et lieux desservis : Aubagne (Gare, centre-ville, Pont de Lamagnon, Camp de Sarlier), La Destrousse (Centre, Souque Nègre), La Bouilladisse (Gare, centre-ville) - Gares desservies : Gare d'Aubagne (Arrêt : Gare d'Aubagne) |                                                                             |                                                                             |                                                                             |                                                                             |                                                                             |                                                                             |                                                                             |                                                                             |
| 5     | Autre : - Arrêts non accessibles aux UFR : — - Amplitudes horaires : La ligne fonctionne du lundi au vendredi de 06h40 à 19h15, et le samedi de 06h40 à 19h05. - Ligne principale : Un bus toutes les 20 minutes en heure de pointe. - Particularités : Desserte de l'Halte Routière de Peypin, à raison d'un aller le matin en période scolaire. - Date de dernière mise à jour : 11 octobre 2022.                                                    |                                                                             |                                                                             |                                                                             |                                                                             |                                                                             |                                                                             |                                                                             |                                                                             |
| 5     | Dernière actualisation : — |                                                                             |                                                                             |                                                                             |                                                                             |                                                                             |                                                                             |                                                                             |                                                                             |
| 6     | Aubagne — Eiffel ⥋ La Penne-sur-Huveaune — Les Candolles | Aubagne — Eiffel ⥋ La Penne-sur-Huveaune — Les Candolles                    | Aubagne — Eiffel ⥋ La Penne-sur-Huveaune — Les Candolles                    | Aubagne — Eiffel ⥋ La Penne-sur-Huveaune — Les Candolles                    | Aubagne — Eiffel ⥋ La Penne-sur-Huveaune — Les Candolles                    | Aubagne — Eiffel ⥋ La Penne-sur-Huveaune — Les Candolles                    | Aubagne — Eiffel ⥋ La Penne-sur-Huveaune — Les Candolles                    | Aubagne — Eiffel ⥋ La Penne-sur-Huveaune — Les Candolles                    | Aubagne — Eiffel ⥋ La Penne-sur-Huveaune — Les Candolles                    |
| 6     | Ouverture / Fermeture 1er septembre 2014 / — | Longueur 6 km                                                               | Durée 20 à 22 min                                                           | Nb. d’arrêts 20                                                             | Matériel Midibus                                                            | Jours de fonctionnement L, Ma, Me, J, V, S                                  | Jour / Soir / Nuit / Fêtes O / N / N / N                                    | Voy. / an —                                                                 | Exploitant Transports du Pays de l’Etoile                                   |
| 6     | Desserte : - Villes et lieux desservis : Aubagne (Eiffel, Piscine, La Pérussonne, Clinique La Casamance), La Penne-sur-Huveaune (centre-ville), Marseille (Les Escourtines), La Penne-sur-Huveaune Cimetière, Clinique Les Candolles) - Gares desservies : |                                                                             |                                                                             |                                                                             |                                                                             |                                                                             |                                                                             |                                                                             |                                                                             |
| 6     | Autre : - Arrêts non accessibles aux UFR : — - Amplitudes horaires : La ligne fonctionne du lundi au vendredi de 06h00 à 20h00. - Ligne principale : Un bus toutes les 20/25 minutes en heure de pointe. - Particularités : - Date de dernière mise à jour : 11 octobre 2022. |                                                                             |                                                                             |                                                                             |                                                                             |                                                                             |                                                                             |                                                                             |                                                                             |
| 6     | Dernière actualisation : — |                                                                             |                                                                             |                                                                             |                                                                             |                                                                             |                                                                             |                                                                             |                                                                             |
| 7     | Aubagne — Gare ⥋ Gémenos — Centre | Aubagne — Gare ⥋ Gémenos — Centre                                           | Aubagne — Gare ⥋ Gémenos — Centre                                           | Aubagne — Gare ⥋ Gémenos — Centre                                           | Aubagne — Gare ⥋ Gémenos — Centre                                           | Aubagne — Gare ⥋ Gémenos — Centre                                           | Aubagne — Gare ⥋ Gémenos — Centre                                           | Aubagne — Gare ⥋ Gémenos — Centre                                           | Aubagne — Gare ⥋ Gémenos — Centre                                           |
| 7     | Ouverture / Fermeture 1er septembre 2014 / — | Longueur 6 km                                                               | Durée —                                                                     | Nb. d’arrêts 20                                                             | Matériel Standards                                                          | Jours de fonctionnement L, Ma, Me, J, V, S                                  | Jour / Soir / Nuit / Fêtes O / N / N / N                                    | Voy. / an —                                                                 | Exploitant Transports du Pays de l’Etoile                                   |
| 7     | Desserte : - Villes et lieux desservis : Aubagne (Gare, centre-ville, Camp de Sarlier, Centre Commercial, Zone de la Martelle), Gémenos (centre-ville) - Gares desservies : Gare d'Aubagne (Arrêt : Gare d'Aubagne). |                                                                             |                                                                             |                                                                             |                                                                             |                                                                             |                                                                             |                                                                             |                                                                             |
| 7     | Autre : - Arrêts non accessibles aux UFR : — - Amplitudes horaires : La ligne fonctionne du lundi au samedi de 06h30 à 19h40. - Ligne locale : Un bus toutes les 30 minutes en heure de pointe et 60 min en heure creuse. - Particularités : - Date de dernière mise à jour : 11 octobre 2022. |                                                                             |                                                                             |                                                                             |                                                                             |                                                                             |                                                                             |                                                                             |                                                                             |
| 7     | Dernière actualisation : — |                                                                             |                                                                             |                                                                             |                                                                             |                                                                             |                                                                             |                                                                             |                                                                             |
| 8     | Aubagne — Gare ⥋ Auriol — Les Artauds ou Saint-Zacharie — Zone Industrielle | Aubagne — Gare ⥋ Auriol — Les Artauds ou Saint-Zacharie — Zone Industrielle | Aubagne — Gare ⥋ Auriol — Les Artauds ou Saint-Zacharie — Zone Industrielle | Aubagne — Gare ⥋ Auriol — Les Artauds ou Saint-Zacharie — Zone Industrielle | Aubagne — Gare ⥋ Auriol — Les Artauds ou Saint-Zacharie — Zone Industrielle | Aubagne — Gare ⥋ Auriol — Les Artauds ou Saint-Zacharie — Zone Industrielle | Aubagne — Gare ⥋ Auriol — Les Artauds ou Saint-Zacharie — Zone Industrielle | Aubagne — Gare ⥋ Auriol — Les Artauds ou Saint-Zacharie — Zone Industrielle | Aubagne — Gare ⥋ Auriol — Les Artauds ou Saint-Zacharie — Zone Industrielle |
| 8     | Ouverture / Fermeture 1er septembre 2014 / — | Longueur 19 km                                                              | Durée 35 ou 45 min                                                          | Nb. d’arrêts 19 ou 24                                                       | Matériel Standards Autocars                                                 | Jours de fonctionnement L, Ma, Me, J, V, S, D                               | Jour / Soir / Nuit / Fêtes O / N / N / O                                    | Voy. / an —                                                                 | Exploitant Suma                                                             |
| 8     | Desserte : - Villes et lieux desservis : Aubagne (Gare, centre-ville, Pin Vert, Les Arnauds, Zone de Napollon), Roquevaire (centre-ville), Auriol (centre-ville, Les Artauds), Saint-Zacharie (Centre, Z.I). - Gares desservies : Gare d'Aubagne (Arrêt : Gare d'Aubagne). |                                                                             |                                                                             |                                                                             |                                                                             |                                                                             |                                                                             |                                                                             |                                                                             |
| 8     | Autre : - Arrêts non accessibles aux UFR : — - Amplitudes horaires : La ligne fonctionne du lundi au vendredi de 05h50 à 20h30, le samedi de 06h20 à 19h30 et le dimanche de 06h50 à 19h00. - Ligne principale : Un bus toutes les 25 à 30 minutes. - Particularités : Des renforts scolaires existent entre Aubagne et Auriol, nommés 8S. - Date de dernière mise à jour : 11 octobre 2022.                                                           |                                                                             |                                                                             |                                                                             |                                                                             |                                                                             |                                                                             |                                                                             |                                                                             |
| 8     | Dernière actualisation : — |                                                                             |                                                                             |                                                                             |                                                                             |                                                                             |                                                                             |                                                                             |                                                                             |
| 9     | Aubagne — Gare ⥋ Saint-Zacharie — Zone Industrielle | Aubagne — Gare ⥋ Saint-Zacharie — Zone Industrielle                         | Aubagne — Gare ⥋ Saint-Zacharie — Zone Industrielle                         | Aubagne — Gare ⥋ Saint-Zacharie — Zone Industrielle                         | Aubagne — Gare ⥋ Saint-Zacharie — Zone Industrielle                         | Aubagne — Gare ⥋ Saint-Zacharie — Zone Industrielle                         | Aubagne — Gare ⥋ Saint-Zacharie — Zone Industrielle                         | Aubagne — Gare ⥋ Saint-Zacharie — Zone Industrielle                         | Aubagne — Gare ⥋ Saint-Zacharie — Zone Industrielle                         |
| 9     | Ouverture / Fermeture 1er septembre 2014 / — | Longueur 17 km                                                              | Durée 30 min                                                                | Nb. d’arrêts 13                                                             | Matériel Autocars                                                           | Jours de fonctionnement L, Ma, Me, J, V                                     | Jour / Soir / Nuit / Fêtes O / N / N / N                                    | Voy. / an —                                                                 | Exploitant Suma                                                             |
| 9     | Desserte : - Villes et lieux desservis : Aubagne (Gare, centre-ville, Pont de Lamagnon, Camp de Sarlier), Auriol (Les Artauds), Saint-Zacharie (Centre, Services Techniques, Z.I). - Gares desservies : Gare d'Aubagne (Arrêt : Gare d'Aubagne). |                                                                             |                                                                             |                                                                             |                                                                             |                                                                             |                                                                             |                                                                             |                                                                             |
| 9     | Autre : - Arrêts non accessibles aux UFR : — - Amplitudes horaires : La ligne fonctionne du lundi au vendredi de 06h25 à 09h10 et de 15h20 à 19h05. - Ligne principale : Un bus toutes les 15/20 minutes en heure de pointe. - Particularités : Ligne complémentaire de la 8, dite Express, par autoroute entre Aubagne et Auriol. - Date de dernière mise à jour : 11 octobre 2022.                                                                   |                                                                             |                                                                             |                                                                             |                                                                             |                                                                             |                                                                             |                                                                             |                                                                             |
| 9     | Dernière actualisation : — |                                                                             |                                                                             |                                                                             |                                                                             |                                                                             |                                                                             |                                                                             |                                                                             |

### Lignes 10 à 19
| Ligne | Caractéristiques | Caractéristiques                                        | Caractéristiques                                        | Caractéristiques                                        | Caractéristiques                                        | Caractéristiques                                        | Caractéristiques                                        | Caractéristiques                                        | Caractéristiques                                        |
| 10    | Aubagne — Gare ⥋ Marseille — La Treille | Aubagne — Gare ⥋ Marseille — La Treille                 | Aubagne — Gare ⥋ Marseille — La Treille                 | Aubagne — Gare ⥋ Marseille — La Treille                 | Aubagne — Gare ⥋ Marseille — La Treille                 | Aubagne — Gare ⥋ Marseille — La Treille                 | Aubagne — Gare ⥋ Marseille — La Treille                 | Aubagne — Gare ⥋ Marseille — La Treille                 | Aubagne — Gare ⥋ Marseille — La Treille                 |
| ----- | --- | ------------------------------------------------------- | ------------------------------------------------------- | ------------------------------------------------------- | ------------------------------------------------------- | ------------------------------------------------------- | ------------------------------------------------------- | ------------------------------------------------------- | ------------------------------------------------------- |
| 10    | Ouverture / Fermeture 1er septembre 2014 / — | Longueur 9 km                                           | Durée 23 min                                            | Nb. d’arrêts 25                                         | Matériel Minibus                                        | Jours de fonctionnement L, Ma, Me, J, V, S              | Jour / Soir / Nuit / Fêtes O / N / N / N                | Voy. / an —                                             | Exploitant Transports du Pays de l’Etoile               |
| 10    | Desserte : - Villes et lieux desservis : Aubagne (Gare, centre-ville, Musée de la légion, La Thuilière), Marseille (Éoures, Les Camoins, La Treille). - Gares desservies : Gare d'Aubagne (Arrêt : Gare d'Aubagne). |                                                         |                                                         |                                                         |                                                         |                                                         |                                                         |                                                         |                                                         |
| 10    | Autre : - Arrêts non accessibles aux UFR : — - Amplitudes horaires : La ligne fonctionne du lundi au samedi de 06h50 à 19h15. - Ligne locale : Un bus toutes les 50 à 60 minutes. - Particularités : Correspondance avec les lignes 12, 12B et 12S de la RTM aux arrêts entre Éoures Parking et la Treille. - Date de dernière mise à jour : 20 octobre 2022. |                                                         |                                                         |                                                         |                                                         |                                                         |                                                         |                                                         |                                                         |
| 10    | Dernière actualisation : — |                                                         |                                                         |                                                         |                                                         |                                                         |                                                         |                                                         |                                                         |
| 11    | Aubagne — Gare ⥋ Cuges-les-Pins — OK Corral | Aubagne — Gare ⥋ Cuges-les-Pins — OK Corral             | Aubagne — Gare ⥋ Cuges-les-Pins — OK Corral             | Aubagne — Gare ⥋ Cuges-les-Pins — OK Corral             | Aubagne — Gare ⥋ Cuges-les-Pins — OK Corral             | Aubagne — Gare ⥋ Cuges-les-Pins — OK Corral             | Aubagne — Gare ⥋ Cuges-les-Pins — OK Corral             | Aubagne — Gare ⥋ Cuges-les-Pins — OK Corral             | Aubagne — Gare ⥋ Cuges-les-Pins — OK Corral             |
| 11    | Ouverture / Fermeture 1er septembre 2014 / — | Longueur 19 km                                          | Durée 35 min                                            | Nb. d’arrêts 35                                         | Matériel Autocars                                       | Jours de fonctionnement L, Ma, Me, J, V, S, D           | Jour / Soir / Nuit / Fêtes O / N / N / O                | Voy. / an —                                             | Exploitant Suma                                         |
| 11    | Desserte : - Villes et lieux desservis : Aubagne (Gare, centre-ville, Hôpital, Collège Lakanal, ZI Les Paluds), Gémenos (Parc d'Activité de la Plaine de Jouques), Cuges-les-Pins (centre-ville, Mairie, OK Corral). - Gares desservies : Gare d'Aubagne (Arrêt : Gare d'Aubagne). |                                                         |                                                         |                                                         |                                                         |                                                         |                                                         |                                                         |                                                         |
| 11    | Autre : - Arrêts non accessibles aux UFR : — - Amplitudes horaires : La ligne fonctionne du lundi au vendredi de 06h20 à 19h40, le samedi de 06h00 à 19h30, et le dimanche de 08h40 à 11h47 et de 14h06 à 18h30. - Ligne locale : un bus toutes les 60 minutes. - Particularités : Des renforts scolaires existent, nommés 11S, desserte de la mairie de Cuges-Les-Pins à raison d'un départ le matin en période scolaire. - Date de dernière mise à jour : 31 décembre 2019. |                                                         |                                                         |                                                         |                                                         |                                                         |                                                         |                                                         |                                                         |
| 11    | Dernière actualisation : — |                                                         |                                                         |                                                         |                                                         |                                                         |                                                         |                                                         |                                                         |
| 12    | Aubagne — Gare ⥋ Auriol — Pont de Joux | Aubagne — Gare ⥋ Auriol — Pont de Joux                  | Aubagne — Gare ⥋ Auriol — Pont de Joux                  | Aubagne — Gare ⥋ Auriol — Pont de Joux                  | Aubagne — Gare ⥋ Auriol — Pont de Joux                  | Aubagne — Gare ⥋ Auriol — Pont de Joux                  | Aubagne — Gare ⥋ Auriol — Pont de Joux                  | Aubagne — Gare ⥋ Auriol — Pont de Joux                  | Aubagne — Gare ⥋ Auriol — Pont de Joux                  |
| 12    | Ouverture / Fermeture 26 août 2019 / — | Longueur —                                              | Durée 25 à 27 min                                       | Nb. d’arrêts 12                                         | Matériel Autocars                                       | Jours de fonctionnement L, Ma, Me, J, V, S              | Jour / Soir / Nuit / Fêtes O / N / N / N                | Voy. / an —                                             | Exploitant Suma                                         |
| 12    | Desserte : - Villes et lieux desservis : Aubagne (Gare, centre-ville, Pont de Lamagnon, Camp de Sarlier), Auriol (Les Artauds, Pont de Joux). - Gares desservies : Gare d'Aubagne (Arrêt : Gare d'Aubagne). |                                                         |                                                         |                                                         |                                                         |                                                         |                                                         |                                                         |                                                         |
| 12    | Autre : - Arrêts non accessibles aux UFR : — - Amplitudes horaires : La ligne fonctionne du lundi au vendredi de 07h07 à 08h19 et de 16h05 à 18h00. La ligne circule entre 11h20 et 14h le mercredi midi. - Ligne locale : 3 allers le matin et 3 retours le soir. - Particularités : Des renforts scolaires existent, nommés 12S. - Date de dernière mise à jour : 18 août 2019.                                                                                             |                                                         |                                                         |                                                         |                                                         |                                                         |                                                         |                                                         |                                                         |
| 12    | Dernière actualisation : — |                                                         |                                                         |                                                         |                                                         |                                                         |                                                         |                                                         |                                                         |
| 13    | Aubagne — Gare ⥋ Aubagne — La Garenne | Aubagne — Gare ⥋ Aubagne — La Garenne                   | Aubagne — Gare ⥋ Aubagne — La Garenne                   | Aubagne — Gare ⥋ Aubagne — La Garenne                   | Aubagne — Gare ⥋ Aubagne — La Garenne                   | Aubagne — Gare ⥋ Aubagne — La Garenne                   | Aubagne — Gare ⥋ Aubagne — La Garenne                   | Aubagne — Gare ⥋ Aubagne — La Garenne                   | Aubagne — Gare ⥋ Aubagne — La Garenne                   |
| 13    | Ouverture / Fermeture 1er septembre 2014 / — | Longueur 7 km                                           | Durée 16 ou 20 min                                      | Nb. d’arrêts 22 ou 23                                   | Matériel Minibus                                        | Jours de fonctionnement L, Ma, Me, J, V, S              | Jour / Soir / Nuit / Fêtes O / N / N / N                | Voy. / an —                                             | Exploitant Transports du Pays de l’Etoile               |
| 13    | Desserte : - Villes et lieux desservis : Aubagne (Gare, centre-ville, Hôpital, Les Gavots, Plateau des Espillières, Crématorium d'Aubagne, Avenue de la Paix (Corres. Tram), La Garenne). - Gares desservies : Gare d'Aubagne (Arrêt : Gare d'Aubagne). |                                                         |                                                         |                                                         |                                                         |                                                         |                                                         |                                                         |                                                         |
| 13    | Autre : - Arrêts non accessibles aux UFR : — - Amplitudes horaires : La ligne fonctionne du lundi au samedi de 06h45 à 19h00. - Ligne dite locale : un bus toutes les 20-25 min. - Particularités : Desserte du Plateau des Espillières tous les deux départs, toutes les 60 min environ. - Date de dernière mise à jour : 19 août 2018. |                                                         |                                                         |                                                         |                                                         |                                                         |                                                         |                                                         |                                                         |
| 13    | Dernière actualisation : — |                                                         |                                                         |                                                         |                                                         |                                                         |                                                         |                                                         |                                                         |
| 14    | Aubagne — Gare ⥋ Marseille – Éoures | Aubagne — Gare ⥋ Marseille – Éoures                     | Aubagne — Gare ⥋ Marseille – Éoures                     | Aubagne — Gare ⥋ Marseille – Éoures                     | Aubagne — Gare ⥋ Marseille – Éoures                     | Aubagne — Gare ⥋ Marseille – Éoures                     | Aubagne — Gare ⥋ Marseille – Éoures                     | Aubagne — Gare ⥋ Marseille – Éoures                     | Aubagne — Gare ⥋ Marseille – Éoures                     |
| 14    | Ouverture / Fermeture 1er septembre 2014 / — | Longueur 6 km                                           | Durée 13 min                                            | Nb. d’arrêts 15                                         | Matériel Midibus                                        | Jours de fonctionnement L, Ma, Me, J, V, S              | Jour / Soir / Nuit / Fêtes O / N / N / N                | Voy. / an —                                             | Exploitant Transports du Pays de l’Etoile               |
| 14    | Desserte : - Villes et lieux desservis : Aubagne (Gare, centre-ville, Collège N. Sarraute, Lotissement de la louve, Font de Mai, Route d'Éoures, La Thuilière), Marseille (Éoures) - Gares desservies : Gare d'Aubagne (Arrêt : Gare d'Aubagne). |                                                         |                                                         |                                                         |                                                         |                                                         |                                                         |                                                         |                                                         |
| 14    | Autre : - Arrêts non accessibles aux UFR : — - Amplitudes horaires : La ligne fonctionne du lundi au samedi de 06h55 à 19h00. - Ligne locale : un bus toutes les 30-60 min. - Particularités : - Date de dernière mise à jour : 20 octobre 2022. |                                                         |                                                         |                                                         |                                                         |                                                         |                                                         |                                                         |                                                         |
| 14    | Dernière actualisation : — |                                                         |                                                         |                                                         |                                                         |                                                         |                                                         |                                                         |                                                         |
| 16    | Aubagne — Gare ⥋ Aubagne — Lotissement Les Solans | Aubagne — Gare ⥋ Aubagne — Lotissement Les Solans       | Aubagne — Gare ⥋ Aubagne — Lotissement Les Solans       | Aubagne — Gare ⥋ Aubagne — Lotissement Les Solans       | Aubagne — Gare ⥋ Aubagne — Lotissement Les Solans       | Aubagne — Gare ⥋ Aubagne — Lotissement Les Solans       | Aubagne — Gare ⥋ Aubagne — Lotissement Les Solans       | Aubagne — Gare ⥋ Aubagne — Lotissement Les Solans       | Aubagne — Gare ⥋ Aubagne — Lotissement Les Solans       |
| 16    | Ouverture / Fermeture 1er septembre 2014 / — | Longueur 3 km                                           | Durée 10 à 12 min min                                   | Nb. d’arrêts 9                                          | Matériel Midibus Minibus                                | Jours de fonctionnement L, Ma, Me, J, V, S              | Jour / Soir / Nuit / Fêtes O / N / N / N                | Voy. / an —                                             | Exploitant Transports du Pays de l’Etoile               |
| 16    | Desserte : - Villes et lieux desservis : Aubagne (Gare, centre-ville, Pin Vert, Les Solans). - Gares desservies : Gare d'Aubagne (Arrêt : Gare d'Aubagne). |                                                         |                                                         |                                                         |                                                         |                                                         |                                                         |                                                         |                                                         |
| 16    | Autre : - Arrêts non accessibles aux UFR : — - Amplitudes horaires : La ligne fonctionne du lundi au samedi de 06h45 à 19h30. - Particularités : Ligne dite locale : un bus toutes les 30 min. - Date de dernière mise à jour : 19 août 2018. |                                                         |                                                         |                                                         |                                                         |                                                         |                                                         |                                                         |                                                         |
| 16    | Dernière actualisation : — |                                                         |                                                         |                                                         |                                                         |                                                         |                                                         |                                                         |                                                         |
| 17    | Cadolive — Auberge Neuve ⥋ La Destrousse — Souque Nègre | Cadolive — Auberge Neuve ⥋ La Destrousse — Souque Nègre | Cadolive — Auberge Neuve ⥋ La Destrousse — Souque Nègre | Cadolive — Auberge Neuve ⥋ La Destrousse — Souque Nègre | Cadolive — Auberge Neuve ⥋ La Destrousse — Souque Nègre | Cadolive — Auberge Neuve ⥋ La Destrousse — Souque Nègre | Cadolive — Auberge Neuve ⥋ La Destrousse — Souque Nègre | Cadolive — Auberge Neuve ⥋ La Destrousse — Souque Nègre | Cadolive — Auberge Neuve ⥋ La Destrousse — Souque Nègre |
| 17    | Ouverture / Fermeture 1er septembre 2014 / — | Longueur 7 km                                           | Durée 16 min                                            | Nb. d’arrêts 12                                         | Matériel Minibus                                        | Jours de fonctionnement L, Ma, Me, J, V, S              | Jour / Soir / Nuit / Fêtes O / N / N / N                | Voy. / an —                                             | Exploitant Suma                                         |
| 17    | Desserte : - Villes et lieux desservis : Cadolive (Auberge Neuve, Centre), Peypin (Centre, Halte Routière), La Destrousse (Centre, Souque Nègre). - Gares desservies : |                                                         |                                                         |                                                         |                                                         |                                                         |                                                         |                                                         |                                                         |
| 17    | Autre : - Arrêts non accessibles aux UFR : — - Amplitudes horaires : La ligne fonctionne du lundi au vendredi de 06h20 à 20h00 (plus d'aller le matin, plus de retour le soir), et le samedi de 08h20 à 11h40 en direction de La Destrousse, et de 16h35 à 19h45 en direction de Cadolive. - Particularités : Ligne dite locale : un bus toutes les 30-60 min. - Date de dernière mise à jour : 19 août 2018.                                                                 |                                                         |                                                         |                                                         |                                                         |                                                         |                                                         |                                                         |                                                         |
| 17    | Dernière actualisation : — |                                                         |                                                         |                                                         |                                                         |                                                         |                                                         |                                                         |                                                         |
| 18S   | La Bouilladisse — Gare ⥋ La Bouilladisse — Les Playes | La Bouilladisse — Gare ⥋ La Bouilladisse — Les Playes   | La Bouilladisse — Gare ⥋ La Bouilladisse — Les Playes   | La Bouilladisse — Gare ⥋ La Bouilladisse — Les Playes   | La Bouilladisse — Gare ⥋ La Bouilladisse — Les Playes   | La Bouilladisse — Gare ⥋ La Bouilladisse — Les Playes   | La Bouilladisse — Gare ⥋ La Bouilladisse — Les Playes   | La Bouilladisse — Gare ⥋ La Bouilladisse — Les Playes   | La Bouilladisse — Gare ⥋ La Bouilladisse — Les Playes   |
| 18S   | Ouverture / Fermeture — / — | Longueur —                                              | Durée 20 min                                            | Nb. d’arrêts 7                                          | Matériel Minibus                                        | Jours de fonctionnement L, Ma, Me, J, V                 | Jour / Soir / Nuit / Fêtes O / N / N / N                | Voy. / an —                                             | Exploitant Suma                                         |
| 18S   | Desserte : - Villes et lieux desservis : La Bouilladisse - Gares desservies : Gare de La Bouilladisse (Arrêt : La Bouilladisse Gare) |                                                         |                                                         |                                                         |                                                         |                                                         |                                                         |                                                         |                                                         |
| 18S   | Autre : - Arrêts non accessibles aux UFR : — - Amplitudes horaires : - Particularités : Ligne dite locale à vocation scolaire : deux aller-retours quotidien. - Date de dernière mise à jour : 3 janvier 2020. |                                                         |                                                         |                                                         |                                                         |                                                         |                                                         |                                                         |                                                         |
| 18S   | Dernière actualisation : — |                                                         |                                                         |                                                         |                                                         |                                                         |                                                         |                                                         |                                                         |
| 19S   | Roquevaire — Église ⥋ Roquevaire — La Cougoulière | Roquevaire — Église ⥋ Roquevaire — La Cougoulière       | Roquevaire — Église ⥋ Roquevaire — La Cougoulière       | Roquevaire — Église ⥋ Roquevaire — La Cougoulière       | Roquevaire — Église ⥋ Roquevaire — La Cougoulière       | Roquevaire — Église ⥋ Roquevaire — La Cougoulière       | Roquevaire — Église ⥋ Roquevaire — La Cougoulière       | Roquevaire — Église ⥋ Roquevaire — La Cougoulière       | Roquevaire — Église ⥋ Roquevaire — La Cougoulière       |
| 19S   | Ouverture / Fermeture — / — | Longueur —                                              | Durée 20/25 min                                         | Nb. d’arrêts 14                                         | Matériel Minibus                                        | Jours de fonctionnement L, Ma, Me, J, V                 | Jour / Soir / Nuit / Fêtes O / N / N / N                | Voy. / an —                                             | Exploitant Transports du Pays de l’Etoile               |
| 19S   | Desserte : - Villes et lieux desservis : Roquevaire - Gares desservies : |                                                         |                                                         |                                                         |                                                         |                                                         |                                                         |                                                         |                                                         |
| 19S   | Autre : - Arrêts non accessibles aux UFR : — - Amplitudes horaires : - Particularités : Ligne dite locale à vocation scolaire : deux aller-retours quotidien. - Date de dernière mise à jour : 26 août 2019. |                                                         |                                                         |                                                         |                                                         |                                                         |                                                         |                                                         |                                                         |
| 19S   | Dernière actualisation : — |                                                         |                                                         |                                                         |                                                         |                                                         |                                                         |                                                         |                                                         |

### Lignes 20 à 23
| Ligne | Caractéristiques | Caractéristiques                                                        | Caractéristiques                                                        | Caractéristiques                                                        | Caractéristiques                                                        | Caractéristiques                                                        | Caractéristiques                                                        | Caractéristiques                                                        | Caractéristiques                                                        |
| 20S   | Aubagne — Saint-Pierre-Lès-Aubagne ⥋ Aubagne — Gare | Aubagne — Saint-Pierre-Lès-Aubagne ⥋ Aubagne — Gare                     | Aubagne — Saint-Pierre-Lès-Aubagne ⥋ Aubagne — Gare                     | Aubagne — Saint-Pierre-Lès-Aubagne ⥋ Aubagne — Gare                     | Aubagne — Saint-Pierre-Lès-Aubagne ⥋ Aubagne — Gare                     | Aubagne — Saint-Pierre-Lès-Aubagne ⥋ Aubagne — Gare                     | Aubagne — Saint-Pierre-Lès-Aubagne ⥋ Aubagne — Gare                     | Aubagne — Saint-Pierre-Lès-Aubagne ⥋ Aubagne — Gare                     | Aubagne — Saint-Pierre-Lès-Aubagne ⥋ Aubagne — Gare                     |
| ----- | --- | ----------------------------------------------------------------------- | ----------------------------------------------------------------------- | ----------------------------------------------------------------------- | ----------------------------------------------------------------------- | ----------------------------------------------------------------------- | ----------------------------------------------------------------------- | ----------------------------------------------------------------------- | ----------------------------------------------------------------------- |
| 20S   | Ouverture / Fermeture — / — | Longueur —                                                              | Durée 25/30 min                                                         | Nb. d’arrêts 18                                                         | Matériel Minibus                                                        | Jours de fonctionnement L, Ma, Me, J, V                                 | Jour / Soir / Nuit / Fêtes O / N / N / N                                | Voy. / an —                                                             | Exploitant Transports du Pays de l’Etoile                               |
| 20S   | Desserte : - Villes et lieux desservis : Aubagne (Saint-Pierre-Lès-Aubagne, Beaudinard, Collège Lakanal, Hôpital, Gare). - Gares desservies : Gare d'Aubagne (Arrêt : Gare d'Aubagne). |                                                                         |                                                                         |                                                                         |                                                                         |                                                                         |                                                                         |                                                                         |                                                                         |
| 20S   | Autre : - Arrêts non accessibles aux UFR : — - Amplitudes horaires : Le matin du lundi au vendredi, deux départs de Saint-Pierre-Lès-Aubagne en direction de gare d'Aubagne, à 07h28 et à 08h23. Le soir, le lundi, mardi, jeudi et vendredi, deux départs de gare d'Aubagne en direction de Saint-Pierre-Lès-Aubagne, à 15h55 et 17h10. Un départ de gare d'Aubagne en direction de Saint-Pierre-Lès-Aubagne à 12h05 le mercredi uniquement - Particularités : Ligne dite locale à vocation scolaire : deux aller-retours quotidien. - Date de dernière mise à jour : 11 janvier 2020. |                                                                         |                                                                         |                                                                         |                                                                         |                                                                         |                                                                         |                                                                         |                                                                         |
| 20S   | Dernière actualisation : — |                                                                         |                                                                         |                                                                         |                                                                         |                                                                         |                                                                         |                                                                         |                                                                         |
| 22S   | Belcodène — Les Hauts de Belcodène ⥋ Belcodène — Échangeur de Belcodène | Belcodène — Les Hauts de Belcodène ⥋ Belcodène — Échangeur de Belcodène | Belcodène — Les Hauts de Belcodène ⥋ Belcodène — Échangeur de Belcodène | Belcodène — Les Hauts de Belcodène ⥋ Belcodène — Échangeur de Belcodène | Belcodène — Les Hauts de Belcodène ⥋ Belcodène — Échangeur de Belcodène | Belcodène — Les Hauts de Belcodène ⥋ Belcodène — Échangeur de Belcodène | Belcodène — Les Hauts de Belcodène ⥋ Belcodène — Échangeur de Belcodène | Belcodène — Les Hauts de Belcodène ⥋ Belcodène — Échangeur de Belcodène | Belcodène — Les Hauts de Belcodène ⥋ Belcodène — Échangeur de Belcodène |
| 22S   | Ouverture / Fermeture 1er septembre 2022 / — | Longueur 2 à 3 km                                                       | Durée —                                                                 | Nb. d’arrêts 6                                                          | Matériel —                                                              | Jours de fonctionnement L, Ma, Me, J, V                                 | Jour / Soir / Nuit / Fêtes O / N / N / N                                | Voy. / an —                                                             | Exploitant Suma                                                         |
| 22S   | Desserte : - Villes et lieux desservis : Belcodène. - Gares desservies : |                                                                         |                                                                         |                                                                         |                                                                         |                                                                         |                                                                         |                                                                         |                                                                         |
| 22S   | Autre : - Arrêts non accessibles aux UFR : — - Amplitudes horaires : Ligne dite locale à vocation scolaire : un aller-retour quotidien. - Date de dernière mise à jour : 29 août 2022. |                                                                         |                                                                         |                                                                         |                                                                         |                                                                         |                                                                         |                                                                         |                                                                         |
| 22S   | Dernière actualisation : — |                                                                         |                                                                         |                                                                         |                                                                         |                                                                         |                                                                         |                                                                         |                                                                         |
| 23S   | La Bouilladisse — Les Gisclans ⥋ Auriol — Pont de Joux | La Bouilladisse — Les Gisclans ⥋ Auriol — Pont de Joux                  | La Bouilladisse — Les Gisclans ⥋ Auriol — Pont de Joux                  | La Bouilladisse — Les Gisclans ⥋ Auriol — Pont de Joux                  | La Bouilladisse — Les Gisclans ⥋ Auriol — Pont de Joux                  | La Bouilladisse — Les Gisclans ⥋ Auriol — Pont de Joux                  | La Bouilladisse — Les Gisclans ⥋ Auriol — Pont de Joux                  | La Bouilladisse — Les Gisclans ⥋ Auriol — Pont de Joux                  | La Bouilladisse — Les Gisclans ⥋ Auriol — Pont de Joux                  |
| 23S   | Ouverture / Fermeture 1er septembre 2022 / — | Longueur 4 km                                                           | Durée —                                                                 | Nb. d’arrêts 9                                                          | Matériel —                                                              | Jours de fonctionnement L, Ma, Me, J, V                                 | Jour / Soir / Nuit / Fêtes O / N / N / N                                | Voy. / an —                                                             | Exploitant Suma                                                         |
| 23S   | Desserte : - Villes et lieux desservis : La Bouilladisse, La Destrousse (Centre, Mairie), Auriol (Pont de Joux) - Gares desservies : Gare de La Bouilladisse (Arrêt : La Bouilladisse Gare) |                                                                         |                                                                         |                                                                         |                                                                         |                                                                         |                                                                         |                                                                         |                                                                         |
| 23S   | Autre : - Arrêts non accessibles aux UFR : — - Amplitudes horaires : Ligne dite locale à vocation scolaire : un aller-retour quotidien. - Date de dernière mise à jour : 29 août 2022. |                                                                         |                                                                         |                                                                         |                                                                         |                                                                         |                                                                         |                                                                         |                                                                         |
| 23S   | Dernière actualisation : — |                                                                         |                                                                         |                                                                         |                                                                         |                                                                         |                                                                         |                                                                         |                                                                         |

### Bus à la demande
Le service de bus à la demande assure la desserte de quatre zones de l'agglomération :
- Zone 1 : Les Solans et Beaudinard (Aubagne)
- Zone 2 : Roquevaire et Lascours (Roquevaire)
- Zone 3 : La Bouilladisse, La Destrousse et Belcodène
- Zone 4 : La Destrousse, Peypin, Cadolive et Saint-Savournin

### Lignes Scolaires
| Ligne | Caractéristiques | Caractéristiques                                                            | Caractéristiques                                                            | Caractéristiques                                                            | Caractéristiques                                                            | Caractéristiques                                                            | Caractéristiques                                                            | Caractéristiques                                                            | Caractéristiques                                                            |
| A     | Roquevaire — Le Canet ⥋ Roquevaire — Collège Louis Aragon | Roquevaire — Le Canet ⥋ Roquevaire — Collège Louis Aragon                   | Roquevaire — Le Canet ⥋ Roquevaire — Collège Louis Aragon                   | Roquevaire — Le Canet ⥋ Roquevaire — Collège Louis Aragon                   | Roquevaire — Le Canet ⥋ Roquevaire — Collège Louis Aragon                   | Roquevaire — Le Canet ⥋ Roquevaire — Collège Louis Aragon                   | Roquevaire — Le Canet ⥋ Roquevaire — Collège Louis Aragon                   | Roquevaire — Le Canet ⥋ Roquevaire — Collège Louis Aragon                   | Roquevaire — Le Canet ⥋ Roquevaire — Collège Louis Aragon                   |
| ----- | --- | --------------------------------------------------------------------------- | --------------------------------------------------------------------------- | --------------------------------------------------------------------------- | --------------------------------------------------------------------------- | --------------------------------------------------------------------------- | --------------------------------------------------------------------------- | --------------------------------------------------------------------------- | --------------------------------------------------------------------------- |
| A     | Ouverture / Fermeture — / — | Longueur 3,5 km                                                             | Durée 13 min                                                                | Nb. d’arrêts 7                                                              | Matériel —                                                                  | Jours de fonctionnement L, Ma, Me, J, V                                     | Jour / Soir / Nuit / Fêtes O / N / N / N                                    | Voy. / an —                                                                 | Exploitant —                                                                |
| A     | Desserte : - Villes et lieux desservis : Roquevaire (Le Cannet, Pont de l'Etoile, Sainte Estève). - Gares desservies : |                                                                             |                                                                             |                                                                             |                                                                             |                                                                             |                                                                             |                                                                             |                                                                             |
| A     | Autre : - Arrêts non accessibles aux UFR : — - Amplitudes horaires : Allers Tous les matins : 07h35, 08h35 Retours Mercredi : 12h10 Lundi, Mardi, Jeudi, Vendredi : 15h40, 16h40 - Particularités : - Date de dernière mise à jour : 13 septembre 2020. |                                                                             |                                                                             |                                                                             |                                                                             |                                                                             |                                                                             |                                                                             |                                                                             |
| A     | Dernière actualisation : — |                                                                             |                                                                             |                                                                             |                                                                             |                                                                             |                                                                             |                                                                             |                                                                             |
| B1    | Auriol — Saint Barthélémy ⥋ Auriol — Collège Ubelka | Auriol — Saint Barthélémy ⥋ Auriol — Collège Ubelka                         | Auriol — Saint Barthélémy ⥋ Auriol — Collège Ubelka                         | Auriol — Saint Barthélémy ⥋ Auriol — Collège Ubelka                         | Auriol — Saint Barthélémy ⥋ Auriol — Collège Ubelka                         | Auriol — Saint Barthélémy ⥋ Auriol — Collège Ubelka                         | Auriol — Saint Barthélémy ⥋ Auriol — Collège Ubelka                         | Auriol — Saint Barthélémy ⥋ Auriol — Collège Ubelka                         | Auriol — Saint Barthélémy ⥋ Auriol — Collège Ubelka                         |
| B1    | Ouverture / Fermeture 27 août 2018 / — | Longueur 6,4 km                                                             | Durée 15 min                                                                | Nb. d’arrêts 13                                                             | Matériel —                                                                  | Jours de fonctionnement L, Ma, Me, J, V                                     | Jour / Soir / Nuit / Fêtes O / N / N / N                                    | Voy. / an —                                                                 | Exploitant —                                                                |
| B1    | Desserte : - Villes et lieux desservis : Auriol (St. Barthélémy, Pont de Joux, Les Gypières, Auriol Centre, les Artauds). - Gares desservies : |                                                                             |                                                                             |                                                                             |                                                                             |                                                                             |                                                                             |                                                                             |                                                                             |
| B1    | Autre : - Arrêts non accessibles aux UFR : — - Amplitudes horaires : Allers Tous les matins : 07h25, 08h10 Retours Mercredi : 11h10, 12h10 Lundi, Mardi, Jeudi, Vendredi : 15h35, 16h40 - Particularités : - Date de dernière mise à jour : 25 janvier 2020. |                                                                             |                                                                             |                                                                             |                                                                             |                                                                             |                                                                             |                                                                             |                                                                             |
| B1    | Dernière actualisation : — |                                                                             |                                                                             |                                                                             |                                                                             |                                                                             |                                                                             |                                                                             |                                                                             |
| B2    | Auriol — La Place ⥋ Auriol — Collège Ubelka | Auriol — La Place ⥋ Auriol — Collège Ubelka                                 | Auriol — La Place ⥋ Auriol — Collège Ubelka                                 | Auriol — La Place ⥋ Auriol — Collège Ubelka                                 | Auriol — La Place ⥋ Auriol — Collège Ubelka                                 | Auriol — La Place ⥋ Auriol — Collège Ubelka                                 | Auriol — La Place ⥋ Auriol — Collège Ubelka                                 | Auriol — La Place ⥋ Auriol — Collège Ubelka                                 | Auriol — La Place ⥋ Auriol — Collège Ubelka                                 |
| B2    | Ouverture / Fermeture 27 août 2018 / — | Longueur 2 km                                                               | Durée 5 min                                                                 | Nb. d’arrêts 3                                                              | Matériel —                                                                  | Jours de fonctionnement L, Ma, Me, J, V                                     | Jour / Soir / Nuit / Fêtes O / N / N / N                                    | Voy. / an —                                                                 | Exploitant —                                                                |
| B2    | Desserte : - Villes et lieux desservis : Auriol (Auriol Centre, les Artauds). - Gares desservies : |                                                                             |                                                                             |                                                                             |                                                                             |                                                                             |                                                                             |                                                                             |                                                                             |
| B2    | Autre : - Arrêts non accessibles aux UFR : — - Amplitudes horaires : Allers Tous les matins : 07h35 Retours Mercredi : 12h10 Lundi, Mardi, Jeudi, Vendredi : 16h40 - Particularités : La ligne B2 est un renfort de la ligne B1 entre le centre d'Auriol et le collège Ubelka. - Date de dernière mise à jour : 20 novembre 2018.                                                                                             |                                                                             |                                                                             |                                                                             |                                                                             |                                                                             |                                                                             |                                                                             |                                                                             |
| B2    | Dernière actualisation : — |                                                                             |                                                                             |                                                                             |                                                                             |                                                                             |                                                                             |                                                                             |                                                                             |
| C     | Auriol — Pédeguien ⥋ Auriol — Collège Ubelka | Auriol — Pédeguien ⥋ Auriol — Collège Ubelka                                | Auriol — Pédeguien ⥋ Auriol — Collège Ubelka                                | Auriol — Pédeguien ⥋ Auriol — Collège Ubelka                                | Auriol — Pédeguien ⥋ Auriol — Collège Ubelka                                | Auriol — Pédeguien ⥋ Auriol — Collège Ubelka                                | Auriol — Pédeguien ⥋ Auriol — Collège Ubelka                                | Auriol — Pédeguien ⥋ Auriol — Collège Ubelka                                | Auriol — Pédeguien ⥋ Auriol — Collège Ubelka                                |
| C     | Ouverture / Fermeture — / — | Longueur 8 km                                                               | Durée 33 à 35 min                                                           | Nb. d’arrêts 17                                                             | Matériel —                                                                  | Jours de fonctionnement L, Ma, Me, J, V                                     | Jour / Soir / Nuit / Fêtes O / N / N / N                                    | Voy. / an —                                                                 | Exploitant —                                                                |
| C     | Desserte : - Villes et lieux desservis : Auriol (Auriol Centre, Sainte Madeleine, Camp d'Aubert, Pont de la Vède, Les Héliantes). - Gares desservies : |                                                                             |                                                                             |                                                                             |                                                                             |                                                                             |                                                                             |                                                                             |                                                                             |
| C     | Autre : - Arrêts non accessibles aux UFR : — - Amplitudes horaires : Allers Tous les matins : 7h18, 8h18 Retours Mercredi : 11h10, 12h10 Lundi, Mardi, Jeudi, Vendredi : 15h35, 16h40 - Particularités : - Date de dernière mise à jour : 25 janvier 2020. |                                                                             |                                                                             |                                                                             |                                                                             |                                                                             |                                                                             |                                                                             |                                                                             |
| C     | Dernière actualisation : — |                                                                             |                                                                             |                                                                             |                                                                             |                                                                             |                                                                             |                                                                             |                                                                             |
| D     | Auriol — Hameau du Moulin de Redon ⥋ Auriol — Collège Ubelka | Auriol — Hameau du Moulin de Redon ⥋ Auriol — Collège Ubelka                | Auriol — Hameau du Moulin de Redon ⥋ Auriol — Collège Ubelka                | Auriol — Hameau du Moulin de Redon ⥋ Auriol — Collège Ubelka                | Auriol — Hameau du Moulin de Redon ⥋ Auriol — Collège Ubelka                | Auriol — Hameau du Moulin de Redon ⥋ Auriol — Collège Ubelka                | Auriol — Hameau du Moulin de Redon ⥋ Auriol — Collège Ubelka                | Auriol — Hameau du Moulin de Redon ⥋ Auriol — Collège Ubelka                | Auriol — Hameau du Moulin de Redon ⥋ Auriol — Collège Ubelka                |
| D     | Ouverture / Fermeture — / — | Longueur 3,7 km                                                             | Durée 14 min                                                                | Nb. d’arrêts 4                                                              | Matériel —                                                                  | Jours de fonctionnement L, Ma, Me, J, V                                     | Jour / Soir / Nuit / Fêtes O / N / N / N                                    | Voy. / an —                                                                 | Exploitant —                                                                |
| D     | Desserte : - Villes et lieux desservis : Auriol (Hameau de Redon, Pas de l'Avé). - Gares desservies : |                                                                             |                                                                             |                                                                             |                                                                             |                                                                             |                                                                             |                                                                             |                                                                             |
| D     | Autre : - Arrêts non accessibles aux UFR : — - Amplitudes horaires : Allers Tous les matins : 07h31, 08h31 Retours Mercredi : 11h15, 12h10 Lundi, Mardi, Jeudi, Vendredi : 15h35, 16h40 - Particularités : - Date de dernière mise à jour : 31 octobre 2019. |                                                                             |                                                                             |                                                                             |                                                                             |                                                                             |                                                                             |                                                                             |                                                                             |
| D     | Dernière actualisation : — |                                                                             |                                                                             |                                                                             |                                                                             |                                                                             |                                                                             |                                                                             |                                                                             |
| E1    | La Destrousse — L'Oratoire ⥋ Roquevaire — Collège Louis Aragon | La Destrousse — L'Oratoire ⥋ Roquevaire — Collège Louis Aragon              | La Destrousse — L'Oratoire ⥋ Roquevaire — Collège Louis Aragon              | La Destrousse — L'Oratoire ⥋ Roquevaire — Collège Louis Aragon              | La Destrousse — L'Oratoire ⥋ Roquevaire — Collège Louis Aragon              | La Destrousse — L'Oratoire ⥋ Roquevaire — Collège Louis Aragon              | La Destrousse — L'Oratoire ⥋ Roquevaire — Collège Louis Aragon              | La Destrousse — L'Oratoire ⥋ Roquevaire — Collège Louis Aragon              | La Destrousse — L'Oratoire ⥋ Roquevaire — Collège Louis Aragon              |
| E1    | Ouverture / Fermeture — / — | Longueur 11,7 km                                                            | Durée 30 à 35 min                                                           | Nb. d’arrêts 19                                                             | Matériel Récréo II                                                          | Jours de fonctionnement L, Ma, Me, J, V                                     | Jour / Soir / Nuit / Fêtes O / N / N / N                                    | Voy. / an —                                                                 | Exploitant —                                                                |
| E1    | Desserte : - Villes et lieux desservis : La Destrousse (L'Oratoire, Souque Nègre, Mairie), La Bouilladisse (Centre, services techniques), Roquevaire (Eglise). - Gares desservies : |                                                                             |                                                                             |                                                                             |                                                                             |                                                                             |                                                                             |                                                                             |                                                                             |
| E1    | Autre : - Arrêts non accessibles aux UFR : — - Amplitudes horaires : Allers Tous les matins : 7h10, 7h12, 8h15 Retours Mercredi : 11h10, 12h11, 12h12, 12h13 Lundi, Mardi, Jeudi, Vendredi : 15h40, 15h40, 16h40, 16h40 - Particularités : - Date de dernière mise à jour : 13 septembre 2020. |                                                                             |                                                                             |                                                                             |                                                                             |                                                                             |                                                                             |                                                                             |                                                                             |
| E1    | Dernière actualisation : — |                                                                             |                                                                             |                                                                             |                                                                             |                                                                             |                                                                             |                                                                             |                                                                             |
| E2    | La Bouilladisse — Marius Boyer ⥋ Roquevaire — Collège Louis Aragon | La Bouilladisse — Marius Boyer ⥋ Roquevaire — Collège Louis Aragon          | La Bouilladisse — Marius Boyer ⥋ Roquevaire — Collège Louis Aragon          | La Bouilladisse — Marius Boyer ⥋ Roquevaire — Collège Louis Aragon          | La Bouilladisse — Marius Boyer ⥋ Roquevaire — Collège Louis Aragon          | La Bouilladisse — Marius Boyer ⥋ Roquevaire — Collège Louis Aragon          | La Bouilladisse — Marius Boyer ⥋ Roquevaire — Collège Louis Aragon          | La Bouilladisse — Marius Boyer ⥋ Roquevaire — Collège Louis Aragon          | La Bouilladisse — Marius Boyer ⥋ Roquevaire — Collège Louis Aragon          |
| E2    | Ouverture / Fermeture — / — | Longueur 6,8 km                                                             | Durée 15 min                                                                | Nb. d’arrêts 10                                                             | Matériel —                                                                  | Jours de fonctionnement L, Ma, Me, J, V                                     | Jour / Soir / Nuit / Fêtes O / N / N / N                                    | Voy. / an —                                                                 | Exploitant —                                                                |
| E2    | Desserte : - Villes et lieux desservis : La Bouilladisse (Centre, Gare), La Destrousse (Souque Nègre, Mairie), Roquevaire (Eglise). - Gares desservies : |                                                                             |                                                                             |                                                                             |                                                                             |                                                                             |                                                                             |                                                                             |                                                                             |
| E2    | Autre : - Arrêts non accessibles aux UFR : — - Amplitudes horaires : Allers Tous les matins : 7h25, 7h27, 8h24 Retours Mercredi : 12h10 Lundi, Mardi, Jeudi, Vendredi : 16h40 - Particularités : Cette ligne est un renfort de la ligne E1 entre la Bouilladisse Centre et le collège Louis Aragon - Date de dernière mise à jour : 13 septembre 2020.                                                                        |                                                                             |                                                                             |                                                                             |                                                                             |                                                                             |                                                                             |                                                                             |                                                                             |
| E2    | Dernière actualisation : — |                                                                             |                                                                             |                                                                             |                                                                             |                                                                             |                                                                             |                                                                             |                                                                             |
| J     | Aubagne — Cigardonne ou Aubagne — Pin Vert ⥋ Aubagne — Collège Lakanal | Aubagne — Cigardonne ou Aubagne — Pin Vert ⥋ Aubagne — Collège Lakanal      | Aubagne — Cigardonne ou Aubagne — Pin Vert ⥋ Aubagne — Collège Lakanal      | Aubagne — Cigardonne ou Aubagne — Pin Vert ⥋ Aubagne — Collège Lakanal      | Aubagne — Cigardonne ou Aubagne — Pin Vert ⥋ Aubagne — Collège Lakanal      | Aubagne — Cigardonne ou Aubagne — Pin Vert ⥋ Aubagne — Collège Lakanal      | Aubagne — Cigardonne ou Aubagne — Pin Vert ⥋ Aubagne — Collège Lakanal      | Aubagne — Cigardonne ou Aubagne — Pin Vert ⥋ Aubagne — Collège Lakanal      | Aubagne — Cigardonne ou Aubagne — Pin Vert ⥋ Aubagne — Collège Lakanal      |
| J     | Ouverture / Fermeture — / — | Longueur 3 ou 7 km                                                          | Durée 7 ou 20 min                                                           | Nb. d’arrêts 9 ou 15                                                        | Matériel —                                                                  | Jours de fonctionnement L, Ma, Me, J, V                                     | Jour / Soir / Nuit / Fêtes O / N / N / N                                    | Voy. / an —                                                                 | Exploitant —                                                                |
| J     | Desserte : - Villes et lieux desservis : Aubagne (Napollon, Les Solans, Pin Vert, Centre des Impôts, La Comtesse, Collège Lakanal). - Gares desservies : |                                                                             |                                                                             |                                                                             |                                                                             |                                                                             |                                                                             |                                                                             |                                                                             |
| J     | Autre : - Arrêts non accessibles aux UFR : — - Amplitudes horaires : Allers Tous les matins : 07h23, 08h15 Retours Mercredi : 11h15, 12h10 Lundi, Mardi, Jeudi, Vendredi : 16h00, 17h10 - Particularités : Les lundi, mardi, jeudi et vendredi, un retour est mis en place à 12h10 à destination du Pin Vert, puis un départ du Pin Vert à 13h20, pour la pause méridienne. - Date de dernière mise à jour : 21 octobre 2022. |                                                                             |                                                                             |                                                                             |                                                                             |                                                                             |                                                                             |                                                                             |                                                                             |
| J     | Dernière actualisation : — |                                                                             |                                                                             |                                                                             |                                                                             |                                                                             |                                                                             |                                                                             |                                                                             |
| O     | Roquevaire — Les Esparêts ou Roquevaire — Pont de Garnière ⥋ Aubagne — Gare | Roquevaire — Les Esparêts ou Roquevaire — Pont de Garnière ⥋ Aubagne — Gare | Roquevaire — Les Esparêts ou Roquevaire — Pont de Garnière ⥋ Aubagne — Gare | Roquevaire — Les Esparêts ou Roquevaire — Pont de Garnière ⥋ Aubagne — Gare | Roquevaire — Les Esparêts ou Roquevaire — Pont de Garnière ⥋ Aubagne — Gare | Roquevaire — Les Esparêts ou Roquevaire — Pont de Garnière ⥋ Aubagne — Gare | Roquevaire — Les Esparêts ou Roquevaire — Pont de Garnière ⥋ Aubagne — Gare | Roquevaire — Les Esparêts ou Roquevaire — Pont de Garnière ⥋ Aubagne — Gare | Roquevaire — Les Esparêts ou Roquevaire — Pont de Garnière ⥋ Aubagne — Gare |
| O     | Ouverture / Fermeture — / — | Longueur 7 ou 10 km                                                         | Durée 22 min                                                                | Nb. d’arrêts 20                                                             | Matériel Mercedes-Benz Tourino                                              | Jours de fonctionnement L, Ma, Me, J, V, S                                  | Jour / Soir / Nuit / Fêtes O / N / N / N                                    | Voy. / an —                                                                 | Exploitant —                                                                |
| O     | Desserte : - Villes et lieux desservis : Roquevaire (centre-ville, Lascours, La Sounce), Aubagne (Joinville, Les Solans, Grand Pin Vert, Salengro, Gare). - Gares desservies : Gare d'Aubagne |                                                                             |                                                                             |                                                                             |                                                                             |                                                                             |                                                                             |                                                                             |                                                                             |
| O     | Autre : - Arrêts non accessibles aux UFR : — - Amplitudes horaires : Allers Lundi, Mardi, Jeudi, Vendredi : 07h20, 08h20 Samedi : 07h27 Retours Mercredi : 12h20 Lundi, Mardi, Jeudi, Vendredi : 16h18, 17h18, 18h05* Samedi : 12h15 - Particularités : En semaine à 18h05, et le samedi, la ligne effectue son terminus à l'arrêt Les Esparêts. - Date de dernière mise à jour : 13 septembre 2020.                          |                                                                             |                                                                             |                                                                             |                                                                             |                                                                             |                                                                             |                                                                             |                                                                             |
| O     | Dernière actualisation : — |                                                                             |                                                                             |                                                                             |                                                                             |                                                                             |                                                                             |                                                                             |                                                                             |
| R     | Roquevaire — La Sounce ⥋ Roquevaire — Collège Louis Aragon | Roquevaire — La Sounce ⥋ Roquevaire — Collège Louis Aragon                  | Roquevaire — La Sounce ⥋ Roquevaire — Collège Louis Aragon                  | Roquevaire — La Sounce ⥋ Roquevaire — Collège Louis Aragon                  | Roquevaire — La Sounce ⥋ Roquevaire — Collège Louis Aragon                  | Roquevaire — La Sounce ⥋ Roquevaire — Collège Louis Aragon                  | Roquevaire — La Sounce ⥋ Roquevaire — Collège Louis Aragon                  | Roquevaire — La Sounce ⥋ Roquevaire — Collège Louis Aragon                  | Roquevaire — La Sounce ⥋ Roquevaire — Collège Louis Aragon                  |
| R     | Ouverture / Fermeture — / — | Longueur 5 ou 10 km                                                         | Durée 15 min                                                                | Nb. d’arrêts 11                                                             | Matériel Récréo II                                                          | Jours de fonctionnement L, Ma, Me, J, V                                     | Jour / Soir / Nuit / Fêtes O / N / N / N                                    | Voy. / an —                                                                 | Exploitant —                                                                |
| R     | Desserte : - Villes et lieux desservis : Roquevaire (La Sounce, Lascours, Eglise, centre-ville). - Gares desservies : |                                                                             |                                                                             |                                                                             |                                                                             |                                                                             |                                                                             |                                                                             |                                                                             |
| R     | Autre : - Arrêts non accessibles aux UFR : — - Amplitudes horaires : Allers Tous les matins : 7h35, 8h30 Retours Mercredi : 12h10 Lundi, Mardi, Jeudi, Vendredi : 15h40, 16h40 - Particularités : L'après-midi, la ligne effectue un trajet direct via Pont de l'Etoile pour reprendre la desserte dans le même sens que le matin. - Date de dernière mise à jour : 13 septembre 2020.                                        |                                                                             |                                                                             |                                                                             |                                                                             |                                                                             |                                                                             |                                                                             |                                                                             |
| R     | Dernière actualisation : — |                                                                             |                                                                             |                                                                             |                                                                             |                                                                             |                                                                             |                                                                             |                                                                             |
| S     | La Destrousse — Souque Nègre ⥋ Auriol — Collège Ubelka | La Destrousse — Souque Nègre ⥋ Auriol — Collège Ubelka                      | La Destrousse — Souque Nègre ⥋ Auriol — Collège Ubelka                      | La Destrousse — Souque Nègre ⥋ Auriol — Collège Ubelka                      | La Destrousse — Souque Nègre ⥋ Auriol — Collège Ubelka                      | La Destrousse — Souque Nègre ⥋ Auriol — Collège Ubelka                      | La Destrousse — Souque Nègre ⥋ Auriol — Collège Ubelka                      | La Destrousse — Souque Nègre ⥋ Auriol — Collège Ubelka                      | La Destrousse — Souque Nègre ⥋ Auriol — Collège Ubelka                      |
| S     | Ouverture / Fermeture — / — | Longueur 6,9 km                                                             | Durée 22 min                                                                | Nb. d’arrêts 6                                                              | Matériel —                                                                  | Jours de fonctionnement L, Ma, Me, J, V                                     | Jour / Soir / Nuit / Fêtes O / N / N / N                                    | Voy. / an —                                                                 | Exploitant —                                                                |
| S     | Desserte : - Villes et lieux desservis : La Destrousse (Souque Nègre, Mairie). - Gares desservies : |                                                                             |                                                                             |                                                                             |                                                                             |                                                                             |                                                                             |                                                                             |                                                                             |
| S     | Autre : - Arrêts non accessibles aux UFR : — - Amplitudes horaires : Allers Tous les matins : 07h25, 07h25, 08h25 Retours Mercredi : 11h10, 12h10, 12h10 Lundi, Mardi, Jeudi, Vendredi : 15h35, 16h40, 16h40 - Particularités : - Date de dernière mise à jour : 13 septembre 2020. |                                                                             |                                                                             |                                                                             |                                                                             |                                                                             |                                                                             |                                                                             |                                                                             |
| S     | Dernière actualisation : — |                                                                             |                                                                             |                                                                             |                                                                             |                                                                             |                                                                             |                                                                             |                                                                             |

## Parc de véhicules
En décembre 2024, le parc d'autobus du réseau Lignes de l'Agglo est exploité à l'aide de 8 tramway et 78 véhicules dont 16 bus standards, 13 midibus, 13 minibus et 36 autocars. Au sein de cette flotte, 21 bus fonctionnent au gaz naturel, les autres véhicules sont équipés de moteurs Diesel.

### Tramway
| Constructeur | Modèle          | Nombre | Numéros de parc | Période de mise en service | Affectation       | Exploitant                          | Observation |
| ------------ | --------------- | ------ | --------------- | -------------------------- | ----------------- | ----------------------------------- | ----------- |
| Alstom       | Citadis Compact | 8      | 001-008         | Septembre 2014             | Tramway d'Aubagne | Transport du Pays de l'Etoile (RTM) | –           |

### Bus standards
| Constructeur | Modèle                           | Nombre | Numéros de parc       | Période de mise en service      | Affectation | Exploitant                          | Observation |
| ------------ | -------------------------------- | ------ | --------------------- | ------------------------------- | ----------- | ----------------------------------- | ----------- |
| Heuliez Bus  | GX 327                           | 4      | 1146-1147, 1177, 1180 | Entre février 2009 et mars 2009 | 1 7         | Transport du Pays de l'Etoile (RTM) | –           |
| MAN          | Lion’s City 12 G EfficientHybrid | 10     | 1929-1938             | Août 2020                       | 1 7 8       | Transport du Pays de l'Etoile (RTM) | –           |
| Setra        | S 416 LE Business                | 2      | 1203, 1566            | Juillet 2019                    | 8           | SUMA                                | –           |

### Midibus
| Constructeur | Modèle            | Nombre | Numéros de parc  | Période de mise en service        | Affectation | Exploitant                          | Observation |
| ------------ | ----------------- | ------ | ---------------- | --------------------------------- | ----------- | ----------------------------------- | ----------- |
| Heuliez Bus  | GX 137            | 3      | 3203, 3212, 3221 | Entre juillet 2014 à juillet 2021 | 3 6 14 16   | Transport du Pays de l'Etoile (RTM) | –           |
| MAN          | Lion’s City M A47 | 10     | 1904-1913        | Juillet 2019                      | 3 6 14 16   | Transport du Pays de l'Etoile (RTM) | –           |

### Minibus
| Constructeur | Modèle  | Nombre | Numéros de parc | Période de mise en service          | Affectation                 | Exploitant                          | Observation |
| ------------ | ------- | ------ | --------------- | ----------------------------------- | --------------------------- | ----------------------------------- | ----------- |
| Dietrich     | City 29 | 13     | 1916-1928       | Entre janvier 2020 et novembre 2020 | 2 4 10 13 16 17 18S 19S 20S | Transport du Pays de l'Etoile (RTM) | –           |

### Autocars
| Constructeur  | Modèle                 | Nombre | Numéros de parc                      | Période de mise en service          | Affectation             | Exploitant | Observation |
| ------------- | ---------------------- | ------ | ------------------------------------ | ----------------------------------- | ----------------------- | ---------- | ----------- |
| Iveco Bus     | Crossway Line          | 1      | 994                                  | Mai 2015                            | 5 8 9 11 12 + Scolaires | SUMA       | –           |
| Iveco Bus     | Crossway Line NP       | 11     | 2001-2011                            | Entre décembre 2020 et janvier 2021 | 5 8 9 11 12 + Scolaires | SUMA       | –           |
| Iveco Bus     | Crossway Pop           | 5      | 953-954, 1174, 1176, 1488            | Entre août 2018 et juillet 2022     | Lignes Scolaires        | SUMA       | –           |
| MAN           | Lion's Intercity C R61 | 3      | 918-920                              | Décembre 2021                       | Lignes Scolaires        | Sarlin     | –           |
| Mercedes-Benz | Intouro II L           | 3      | 941 943-944                          | Août 2014                           | Lignes Scolaires        | SUMA       | –           |
| Mercedes-Benz | Intouro II M           | 9      | 918-919, 922, 956-958, 974-975, 1570 | Entre octobre 2014 à juillet 2019   | Lignes Scolaires        | SUMA       | –           |
| Otokar        | Navigo U               | 4      | 1762, 1765-1767                      | Janvier 2022                        | Lignes Scolaires        | SUMA       | –           |

### Dépôts
- Le dépôt de Transport du Pays de l'Étoile (RTM) est situé dans la principauté, au 980 DN8, 13400 Aubagne
- Le dépôt de SUMA (Suma, Telleschi, UTP, Pastouret et SAM) est situé dans la principauté, au 92 Av. Emmanuel Allard, 13011 Marseille